# Nový Jičín
Nový Jičín (německy Neutitschein) je město ve stejnojmenném okrese v Moravskoslezském kraji. Leží 34 kilometrů jihozápadně od Ostravy na řece Jičínce. Žije zde přibližně 23 tisíc obyvatel.
Město je známé především pravidelným čtvercovým náměstím s podloubím a historickým renesančním domem Stará pošta a Žerotínským zámkem. Sídlí zde také Muzeum Novojičínska. Historické jádro města je městskou památkovou rezervací. Roku 2001 byl vyhlášen Historickým městem roku, v roce 2015 pak novojičínské Masarykovo náměstí získalo ocenění „Nejkrásnější náměstí v ČR“. Novojičínské vlakové nádraží ve stejném roce získalo ocenění „Nejkrásnější nádraží v ČR“. Nový Jičín je sídlem firmy Tonak a zemřel zde generál Ernst Gideon von Laudon.

## Název
Místní jméno bylo odvozeno od osobního jména Dika (vyslovováno ďika), jehož základem je přídavné jméno dik(ý) – "divoký". Hlásková změna Di- > Ji- sice není ve staré češtině přímo doložena, ale předpokládá se na základě běžné změny Dě- > Jě-. Původně tedy jméno osady znělo Dičín a jeho význam byl "Dikův majetek". Od 14. století se přidával přívlastek Nový na rozlišení od sousedního Starého Jičína, od nějž bylo jméno přeneseno. Německé jméno Titschein (jeho vlivem se do 15. století v češtině užívalo též Tičín) vychází z původní české podoby Dičín.

## Historie

### Pověst o původu jména města
O názvu města existuje několik pověstí. Podle jedné z pověstí bylo město pojmenováno podle udatné dcery majitele starojického hradu Jitky, která se kvůli záchraně malého chlapce pustila do boje s medvědem. Před rozzuřeným zraněným zvířetem ji zachránil pastýř, její budoucí manžel. Na místě, kde byla zachráněna, nechala Jitka postavit kapličku. Vedle ní pak její manžel postavil lovecký zámek, věnovaný Jitce, tedy Jitčin, později Jičín.

### Zakládací listina města
Předchůdcem města byla osada pod hradem Starý Jičín. Výhodná geografická poloha na křižovatce důležitých obchodních cest měla příznivý vliv na jeho rozvoj. Nejstarší písemná zpráva o městě pochází z roku 1313, kdy král Jan Lucemburský vydal ve prospěch města listinu, která mu uděluje právo vybírat clo a mýto. Proto váže Nový Jičín svůj vznik s datem udělení tohoto privilegia. Zakládací listina města se nedochovala.
Již při svém vzniku mělo město pravidelný čtvercový tvar a původní půdorys se zachoval dodnes. Pravoúhlý, téměř čtvercový tvar, mělo i městské opevnění, podél něhož procházela obvodová ulice. Opevnění bylo původně jen z hliněného valu s palisádou. Teprve během 14. století bylo nahrazeno kamennými hradbami. Ty obepínaly i panské sídlo (tvrz), nynější zámek. Městský plán je orientován směrem od severozápadu k jihovýchodu, ve směru obchodní cesty od Fulneku do Valašského Meziříčí. Do města vedly dvě brány. Na ně navazovala po obou stranách předměstí, ale jejich rozvoj spadá až do pozdější doby.

### 14. a 15. století
Počátkem 14. století získal město Nový Jičín i se starojickým panstvím představitel významného šlechtického rodu Vok I. z Kravař. Tento rod patřil k jedné z větví rozrodu Benešoviců, která ve 13. století vlastnila rozsáhlé pozemky na Moravě, zejména na Opavsku. Vok III. a Jan IV. z Kravař udělili městu v roce 1373 práva odúmrti a výročního trhu a další výsady. Za husitských válek město dobyl husitský hejtman Jan Tovačovský z Cimburka v roce 1427. Tehdy panství a město patřilo Janu Jičínskému z Kravař, jehož smrtí v roce 1434 končí vláda pánů z Kravař nad městem. Z období pánů z Kravař pochází původní gotické přízemí nynějšího Žerotínského zámku, část městského opevnění a základ městského znaku.

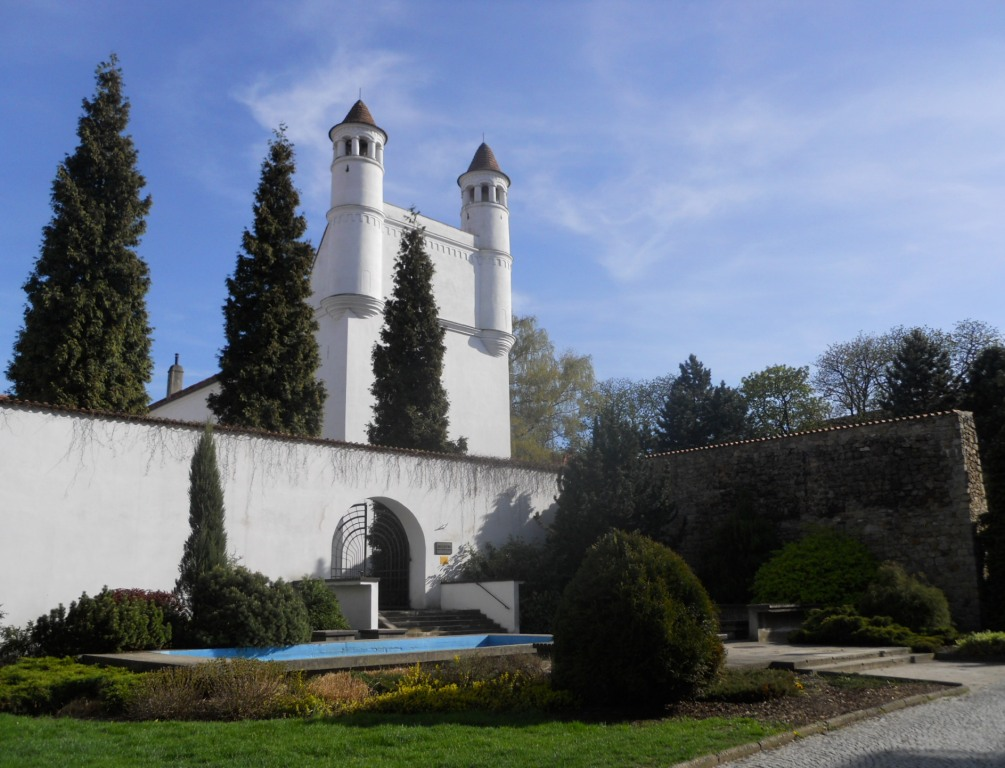
Žerotínský zámek od severu

### 16. a 17. století
Důležitým obdobím pro rozvoj města bylo více než padesátileté působení dalšího význačného rodu, rodu Žerotínů v 1. polovině 16. století. Ti se v letech 1500–1558 zapsali do historie města zejména přebudováním gotické tvrze pánů z Kravař na pohodlné renesanční sídlo, nynější Žerotínský zámek. Darovali městu v roce 1501 dům na náměstí, který se stal důstojným sídlem městské radnice. Když při požáru roku 1503 lehly popelem dřevěné domy na náměstí, začalo se jejich zásluhou s výstavbou kamenného podloubí a měšťanských domů na náměstí.
Šestnácté století bylo pro město obdobím hospodářského rozkvětu řemesel. Město bohatlo vařením a šenkováním piva, rozvíjelo se především soukenictví. Z celkového počtu 200 řemeslníků celou jednu třetinu tvořili koncem století soukeníci. Po Jihlavě byl Nový Jičín druhým nejvýznamnějším městem soukenické výroby na Moravě. Vlivem řemesel a obchodu bohatla městská pokladna a město bylo natolik ekonomicky silné, že od Žerotínů roku 1558 odkoupilo jejich panství Nový Jičín. Vykoupilo se z poddanství a stalo se městem komorním, podřízeným jen královské koruně. Na krátkou dobu se zásluhou „zimního krále“ Fridricha Falckého stalo r. 1620 dokonce městem královským.
Zatímco šestnácté století bylo ve znamení prosperity města, první polovina 17. století byla obdobím nestability, náboženských a politických bojů, které ohrožovaly jeho svobodu. Třicetiletá válka, která zachvátila většinu zemí Evropy, poznamenala i Nový Jičín. Roku 1621 přepadlo a pobilo vojsko markraběte Jana Jiřího Krnovského v Novém Jičíně oddíl Španělů. Na místě jejich hrobů byla později postavena tzv. Španělská kaple. Při tzv. bitvě u Nového Jičína město opět vyhořelo. V letech 1624 a 1680 postihla Nový Jičín morová rána.
Převážně protestantské město bylo za účast na stavovském proticísařském povstání v roce 1624 potrestáno. Ztratilo svou samostatnost a stalo se opět městem poddanským. Bylo darováno olomouckým jezuitům, v jejichž majetku zůstalo až do zrušení jezuitského řádu roku 1773.
V roce 1626 obsadili město mansfeldští, císařovi protivníci, a vypudili katolické duchovní. Po třech letech, v roce 1629, po nejistotách a náboženských bojích město rezignovalo a přestoupilo na novou víru. V roce 1635 bylo panství jezuity pokatoličtěno.
Válečné útrapy třicetileté války však ještě neskončily. V roce 1643 napadli město Švédové a znovu ho vyplenili. Od druhé poloviny 17. století utichaly válečné a náboženské rozbroje, byla příhodnější doba pro rozvoj řemesel a obchodu. Opět převažuje soukenictví, a to jak ve výrobě, tak i v obchodu. Na portálu z roku 1661 nad vstupem do obřadní místnosti na radnici v Novém Jičíně je psáno (latinsky): Buď bdělý, města milující, buď ve všem spravedlivý. Moudrosti napomáhá, kdokoliv překračuje tento práh.

### 18. a 19. století
V roce 1768 zachvátil požár barokní měšťanské domy, které pak byly přestavěny v klasicistním duchu. V roce 1773 došlo ke zrušení jezuitského řádu, který měl až do této doby město Nový Jičín v držení. Roku 1775 pak Marie Terezie prohlásila Nový Jičín za svobodné municipální město.

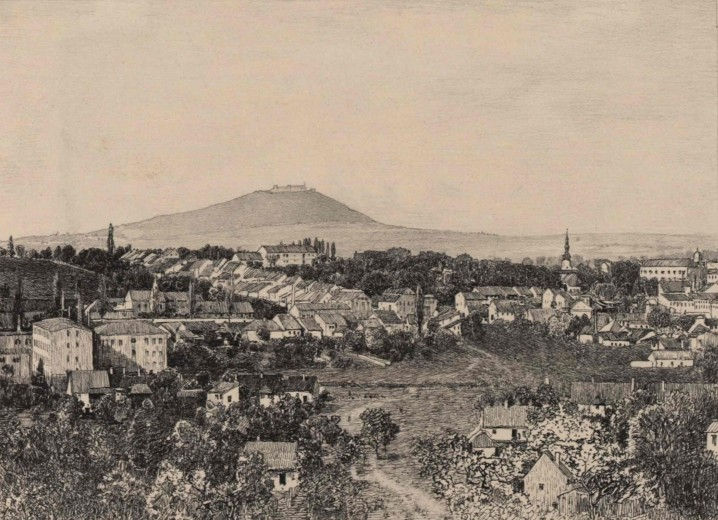
Nový Jičín před rokem 1897

Význam města vzrostl zavedením státních úřadů v roce 1850, kdy se Nový Jičín stal sídlem okresního hejtmanství, berního úřadu, okresního a krajského soudu. Díky tomu se stalo město přirozeným právním, hospodářským a kulturním centrem. Význam města by se jistě posílil, kdyby jeho občané ve 40. letech 19. století nepodcenili význam železnice. Pro průmyslový rozvoj města to byla neodpustitelná chyba a město na ni doplácí do dnešních dnů. Nejdůležitějším průmyslovým odvětvím ve městě se postupně stala výroba klobouků, v Novém Jičíně založil Johan Hückel v roce 1865 první továrnu na strojní výrobu klobouků v Rakouském císařství. Největší továrnou, která v této době vznikla, byla doutníková a tabáková továrna, kterou na žádost městské rady zřídil v roce 1870 stát. Už tři roky po vzniku zaměstnávala okolo 2 500 dělníků, převážně žen. Roku 1879 začal Josef Rotter vyrábět kočárové svítilny a položil tak základy následné společnosti Autopal.

### Od 20. století
V období před první světovou válkou převažovalo ve městě německé obyvatelstvo, začaly se projevovat národnostní rozdíly. Měly silný vliv na život města, zejména po nástupu nacismu v Německu. Nový Jičín se stal baštou Henleinovy strany, zvláště za starostování Dr. Ernsta Schollicha.
Od října 1938 do května 1945 bylo město součástí Německa. Po roce 1938 poklesl podíl obyvatel české národnosti na 2 000. Válečná léta město poznamenala spíše celkovým úpadkem než vyslovenými ztrátami. Nedošlo zde k žádným bojovým akcím ani k bombardování. Nový Jičín osvobodila Rudá armáda 6. května 1945. Krátce po osvobození se do města vrátili menšinoví čeští obyvatelé, kteří zde žili před válkou a společně s nimi přicházeli noví osídlenci z různých krajů Čech, Moravy a Volyně a východních států Evropy.
Po odsunu Němců se poměr národnostního složení obyvatelstva města změnil ve prospěch majority českého obyvatelstva, dosídlením obyvatel z Maďarska, Slovenska, Hané, jižní Moravy. Nedostatek bytů byl řešen masovou výstavbou panelových domů v okrajových částech města, v nichž vyrostla dvě nová sídliště. Roku 1967 byl Nový Jičín prohlášen městskou památkovou rezervací.

### Vývoj statusu města
- 1313 – 20. červenec 1558 – Nový Jičín byl poddanským městem
- 20. červenec 1558 – 23. květen 1624 – Nový Jičín byl svobodným komorním městem
- 23. květen 1624 – 16. září 1775 – Nový Jičín byl opět poddanským městem (kvůli aktivní účasti odboje protestantských stavů proti císaři Ferdinandovi II.)
- 16. září 1775 – Díky Marii Terezii se Nový Jičín stal svobodným městem municipiálním; od roku 1850 byl okresním městem a sídlem krajského soudu
- 21. listopad 1918 – Nový Jičín se stal součástí ČSR
- 30. září 1938 – Nový Jičín byl připojen ke Třetí říši
- 6. květen 1945 – Nový Jičín byl osvobozen Rudou armádou a stal se opět součástí ČSR jako město okresní

## Obyvatelstvo
V roce 1921 měl Nový Jičín 13 226 obyvatel, z toho 3 917 Čechů a v roce 1930 měl 13 997 obyvatel, z toho 4 236 Čechů.
| Rok            | 1869           | 1880            | 1890   | 1900            | 1910            | 1921   | 1930            | 1950            | 1961            | 1970            | 1980            | 1991            | 2001   | 2011   | 2021   |
| -------------- | -------------- | --------------- | ------ | --------------- | --------------- | ------ | --------------- | --------------- | --------------- | --------------- | --------------- | --------------- | ------ | ------ | ------ |
| Počet obyvatel | 12 213 a 8 645 | 14 205 a 10 274 | 15 695 | 16 480 a 12 003 | 18 910 a 13 859 | 17 643 | 18 660 a 13 997 | 15 691 a 14 699 | 17 647 a 16 547 | 18 878 a 19 573 | 22 796 a 31 506 | 24 899 a 28 955 | 25 325 | 23 202 | 22 656 |
| Počet domů     | 1 336          | 1 309           | 1 356  | 1 433           | 1 625           | 1 712  | 1 997           | 2 389           | 2 278           | 2 355           | 2 425           | 2 549           | 2 634  | 2 880  | 2 991  |

Věková struktura obyvatel obce Nový Jičín roku 2011
Rodinný stav obyvatel obce Nový Jičín roku 2011
Vzdělání obyvatel obce Nový Jičín roku 2011

## Městská správa

### Vývoj území města
Dne 1. ledna 1966 byla k městu připojena vesnice Žilina. 1. ledna 1974 byly připojeny obce Bludovice a Kojetín. 1. ledna 1975 byla připojena vesnice Loučka. 1. ledna 1979 byl k Novému Jičínu připojen Straník. V 70. letech byla připojena Libhošť. Roku 1994 se oddělil Šenov u Nového Jičína. K počátku roku 2011 se na základě místního referenda oddělila Libhošť.

### Členění města

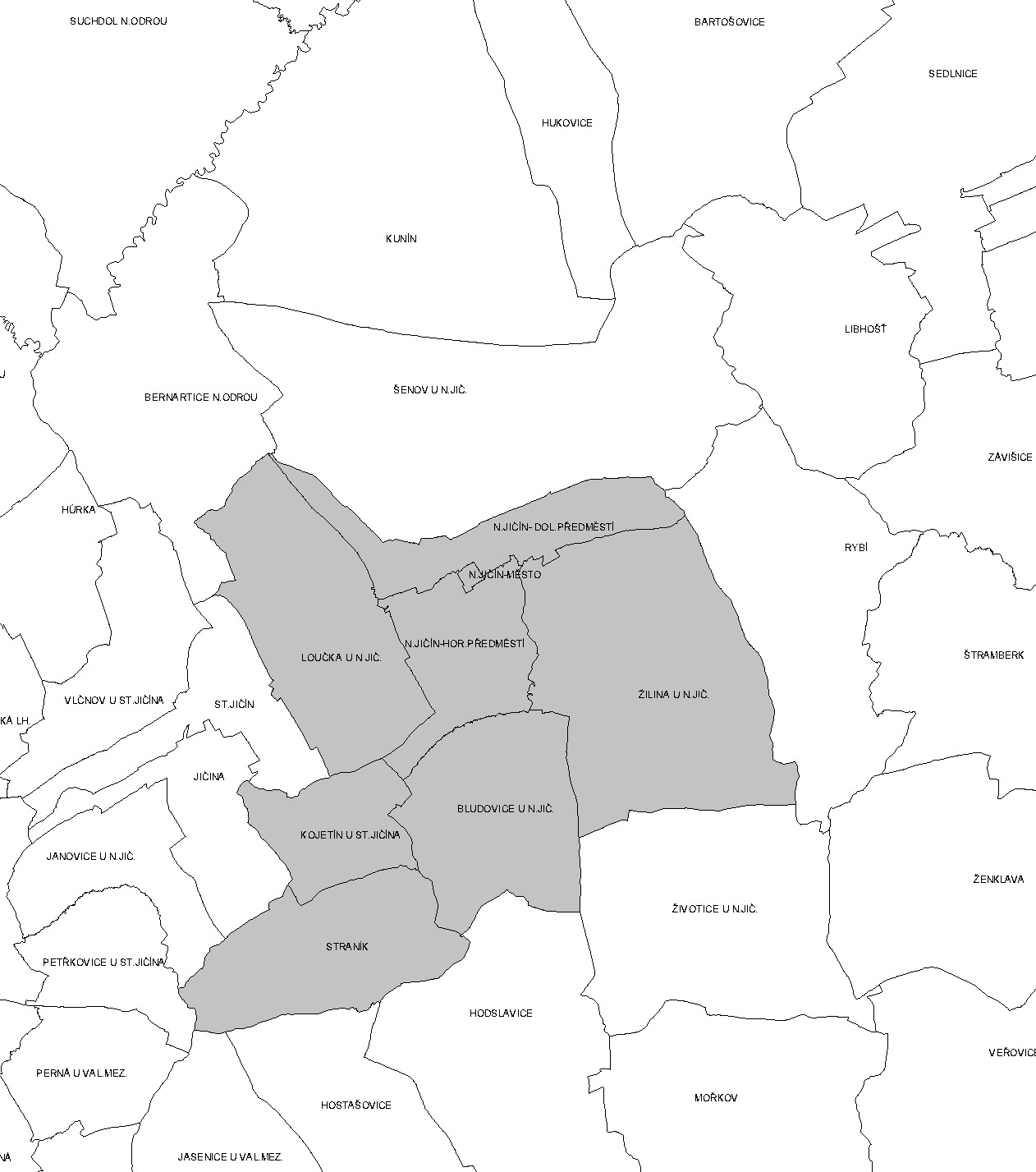
Katastrální území Nového Jičína

Nový Jičín se v současné době člení na šest místních částí na osmi katastrálních území:
- Nový Jičín, k. ú. Nový Jičín-město, Nový Jičín-Dolní Předměstí a Nový Jičín-Horní Předměstí
- Bludovice – integrovaná vesnice rozkládající se kolem cesty na Valašské Meziříčí, k. ú. Bludovice u Nového Jičína
- Kojetín – bývalá vesnice malebně umístěná v sedle pod kopcem Svinec, k. ú. Kojetín u Starého Jičína
- Loučka – dříve vesnická část ve směru na Starý Jičín, dnes také veliké sídliště, k. ú. Loučka u Nového Jičína
- Straník – vesnická část u obce Hodslavice (směr Valašské Meziříčí), k. ú. Straník
- Žilina – vesnická část podél silnice na Frenštát pod Radhoštěm, k. ú. Žilina u Nového Jičína

Částí Nového Jičína byly v průběhu dějin i další obce, které postupně osamostatnily:
- Bernartice nad Odrou (od 1. ledna 1980 do 23. listopadu 1990)
- Hostašovice (1979–1990)
- Kunín (1975–1990)
- Libhošť (1976–2011)
- Rybí (1976–1990)
- Šenov u Nového Jičína (1949–1994)
- Životice u Nového Jičína (1975–1992)

### Městské symboly

Znak města Nového Jičína s pečetí

Znak města je historický, vlajka byla městu udělena rozhodnutím předsedy Poslanecké sněmovny Parlamentu České republiky dne 7. května 1997.

### Znak města
Ruka vystupující z oblaku, která drží polovinu zavinuté střely v červeném poli. Stříbrná zavinutá střela v červeném poli byla znakem pánů z Kravař, městský znak Nového Jičína využívá část této figury. Původní podobu znaku máme vyobrazenou na nejstarší zachované pečeti města z roku 1398.

## Doprava
Autobusové nádraží bylo v nedávné době kompletně zbouráno a místo něj bylo postaveno nové. Městskou autobusovou dopravu od 1. září 2006 převzaly a její nový systém zavedly Technické služby města Nového Jičína, od té doby jezdí do všech čtvrtí Nového Jičína (vyjma Straníku) a ne jen po centru města, jak tomu bylo kdysi.

### Městská hromadná doprava

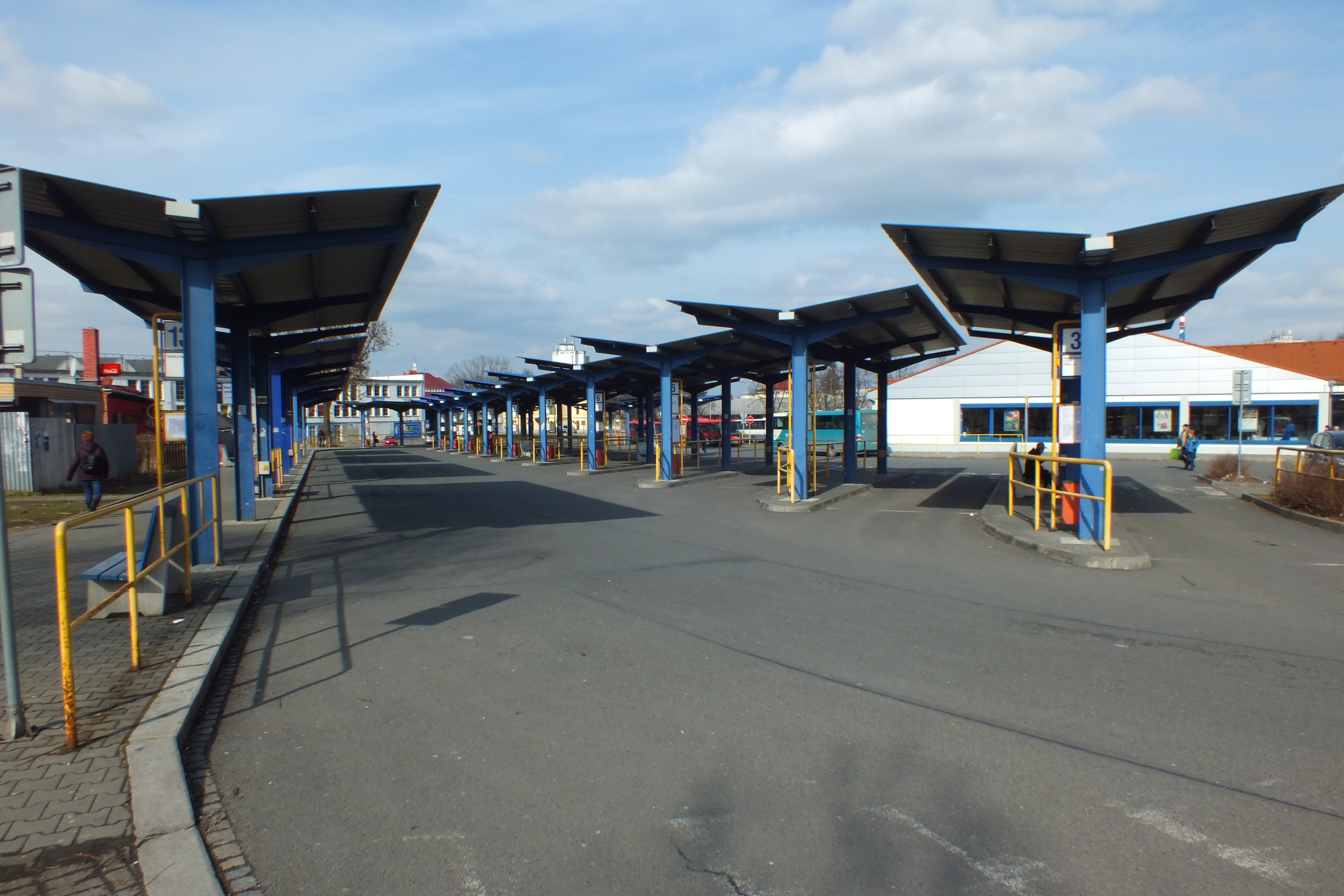
Autobusové nádraží

Linky 601-604 provozuje společnost Arriva Morava a jsou zaintegrovány do systému ODIS.
- Linka 601: Aut.nádr. – Autopal – Hřbitovní – Aut. nádr. – Nemocnice – Loučka – Dlouhá – Aut. nádr.
- Linka 602: Aut.nádr. – Dlouhá – Loučka – Nemocnice – Aut. nádr. – Máchova – Autopal – Aut. nádr.
- Linka 603: Tesco. – Aut.nádr. – Palackého – Loučka – nemocnice – Aut.nádr. a zpět
- Linka 604: Aut.nádr. – Smetanovy sady / nemocnice – Skalky – Kojetín a zpět

### Vlaky

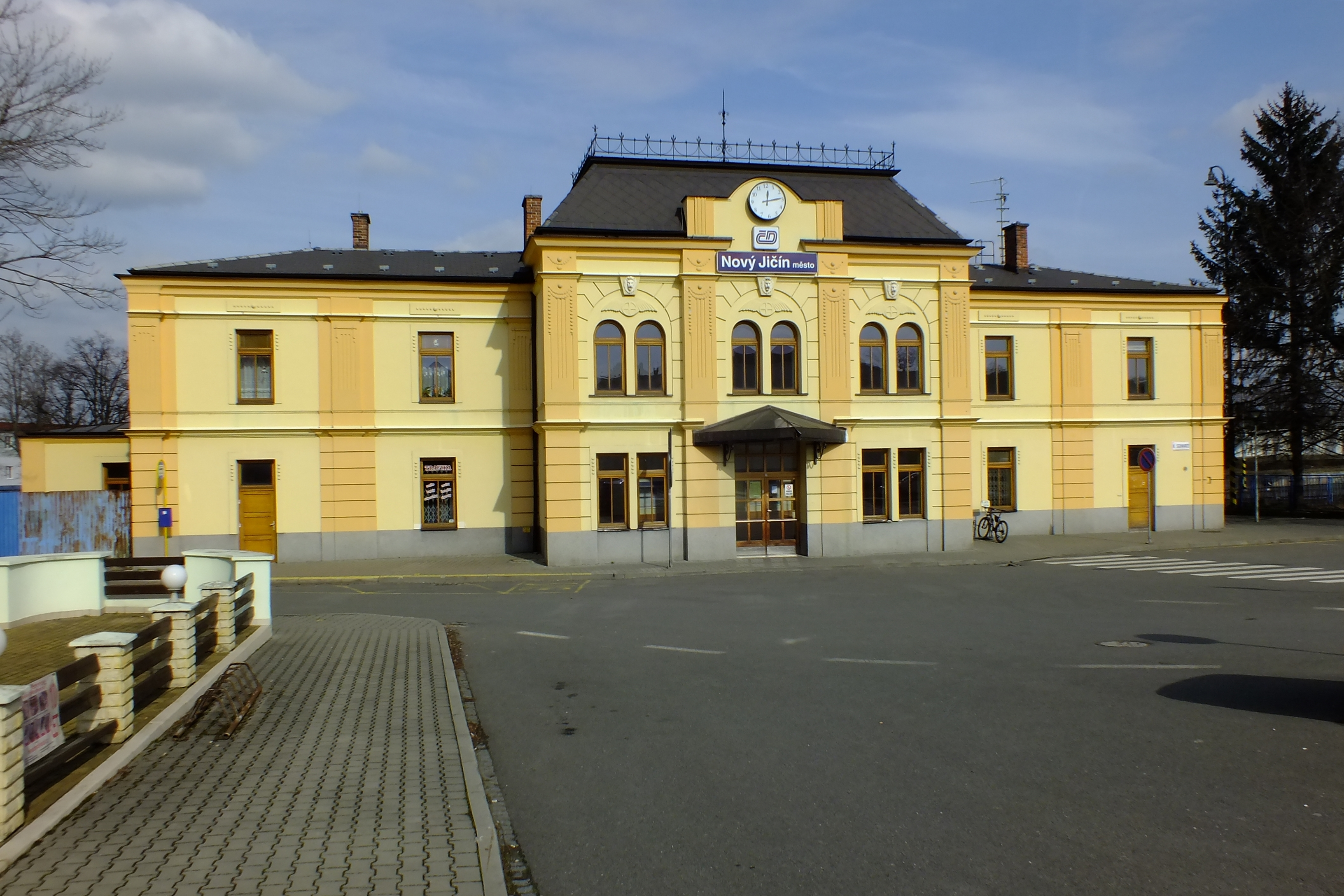
Nádraží Nový Jičín město

V Novém Jičíně fungovala až do povodně v červnu 2009 dvě nádraží, která nebyla na území obce propojena (obdobná situace je ještě např. v Křenovicích). Navzdory jejich pouhé dvoukilometrové vzdálenosti a historickým plánům k jejich propojení nikdy nedošlo, i vzhledem k husté zástavbě v centru města.
Nádraží Nový Jičín město (trať Suchdol nad Odrou – Nový Jičín) leží vedle autobusového nádraží a jezdí odsud lokálka do stanice Suchdol nad Odrou (doba jízdy je 14 minut), kudy prochází hlavní Přerov–Bohumín se spoji z Prahy do Bohumína. V Suchdole staví většina rychlíků a některé vlaky IC. Cesta vlakem z Nového Jičína do Ostravy-Svinova trvá i s přestupem 38 minut. Na trať do Suchdola byly od roku 2007 nasazeny rekonstruované soupravy Regionova, které učinily cestování bezbariérovým.
Z Nového Jičína horního nádraží jezdila od roku 1889 také starší lokálka do stanice Hostašovice (trať 326), kde se napojovala na Ostrava – Valašské Meziříčí. Doba jízdy byla 18 minut. Trať byla vážně poškozena při bleskové povodni 24. června 2009 a provoz byl téhož dne zastaven. Po vleklých diskusích odmítla v dubnu 2010 Správa železniční dopravní cesty financovat obnovu, protože krajský úřad nebyl ochoten poskytnout záruku, že zde bude dlouhodobě objednávat provoz vlaků. Bez záruky by hrozilo, že investice, odhadovaná na 82–90 milionů korun, přijde vniveč. Vytíženost spojů ale byla nízká a náhradou vlaků autobusy ušetří kraj asi 4 miliony Kč ročně. O obnovu usilovalo především město Nový Jičín; další obce ležící podél trati preferovaly využití pozemku pro cyklostezku.

## Pamětihodnosti
- Čtvercové Masarykovo náměstí s podloubím, řadou historických domů a Mariánským sloupem z roku 1710 uprostřed. Před sloupem stojí drobná kašna s bronzovou plastikou Fr. Barwiga. V nedávné době přibyly fontánky a miskovitá kašna se sochou sv. Mikuláše.
- Měšťanský dům Stará pošta (Masarykovo náměstí 20) s dvojitou renesanční lodžií z roku 1563
- Zbytky hradeb ze 16. století s nárožní Farskou baštou z roku 1613 ve východním cípu hradeb.
- Renesanční Žerotínský zámek jižně od náměstí vznikl přestavbou staršího panského sídla v letech 1533–1558 a byl romanticky upraven koncem 19. století. Dnes je v něm muzeum.
- Farní kostel Nanebevzetí Panny Marie je barokní trojlodní s bočními oratořemi, vystavěné na starších základech v letech 1729–1734. Věž v západním průčelí je z let 1587–1618, jak o tom svědčí latinský nápis nad branou. Na věži je zvon z roku 1488, další zvony jsou moderní. Kostel má velmi cenné barokní zařízení, oltářní obraz od Eliase Herberta z roku 1739, plastiky od O. Zahnera a vyřezávané lavice z téže doby.
- Kostel Nejsvětější Trojice z doby kolem 1500 je jednolodní obdélná stavba s pětibokým závěrem a věží v ose západního průčelí. Kostel patrně sloužil utrakvistům a Českým bratřím, po roce 1650 byla dokončena věž a do konce 17. století i většina vnitřního vybavení. Do roku 1890 sloužil jako hřbitovní.[14][15]
- Budova bývalého krajského soudu (čp. 139), dnes jeden z objektů městského úřadu v Novém Jičíně[16]

### Galerie

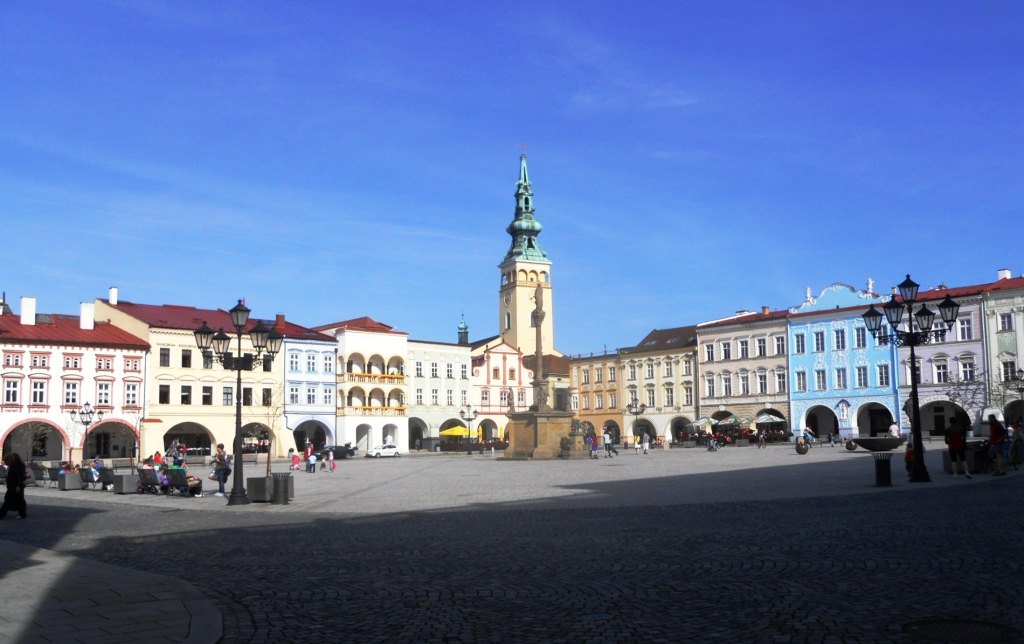
Masarykovo náměstí od západu
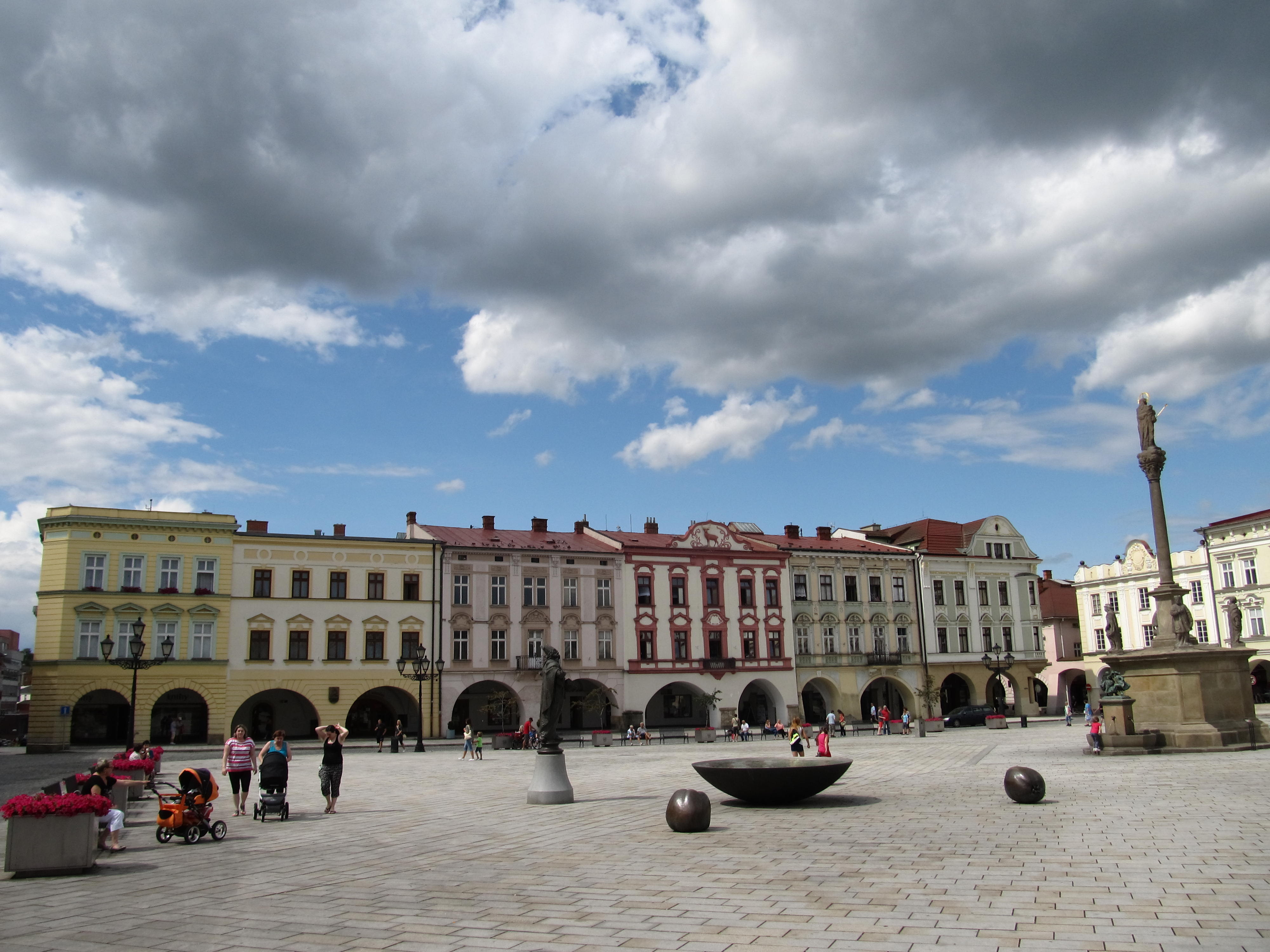
Masarykovo náměstí
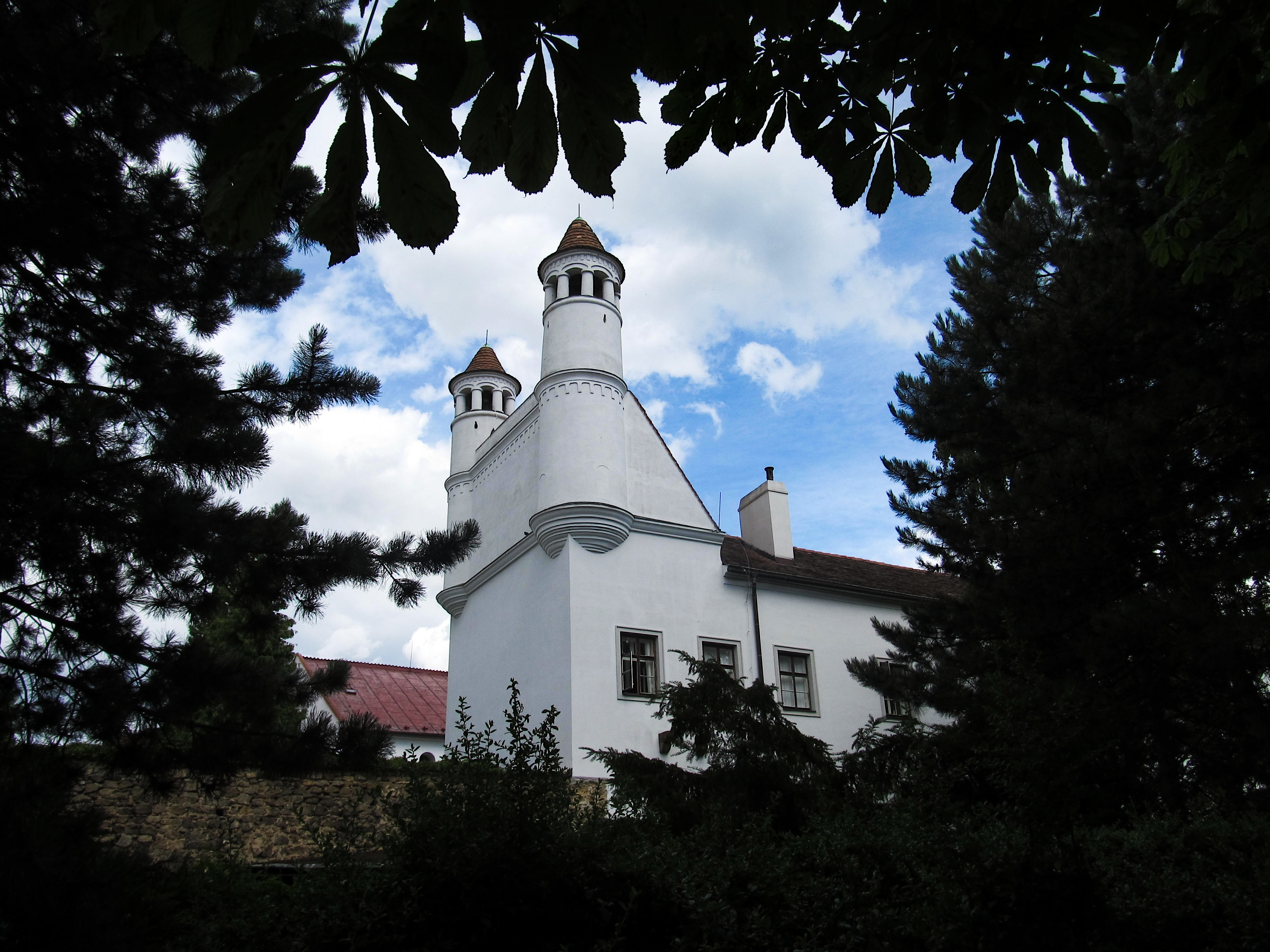
Zámek
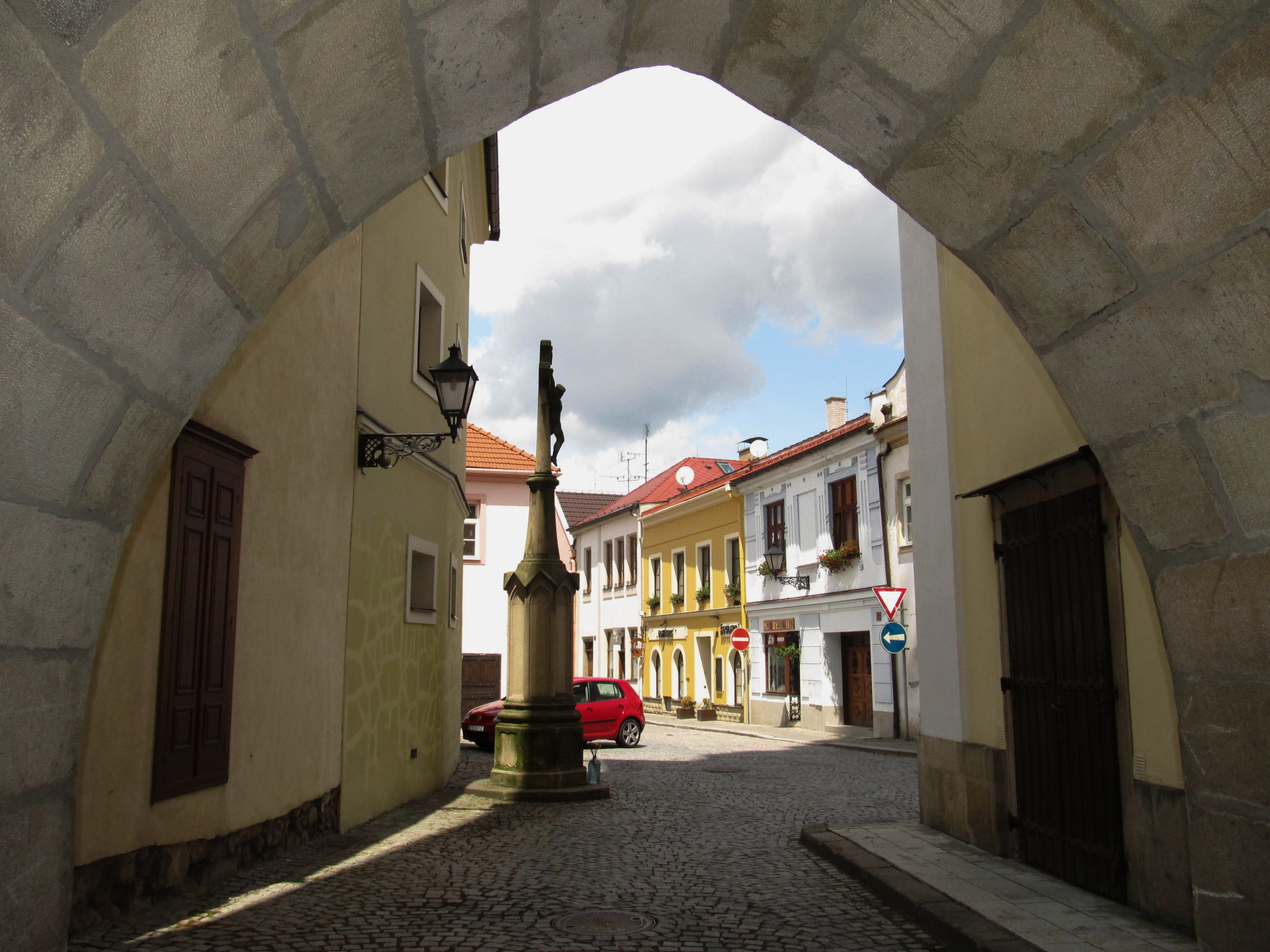
Kostelní ulice
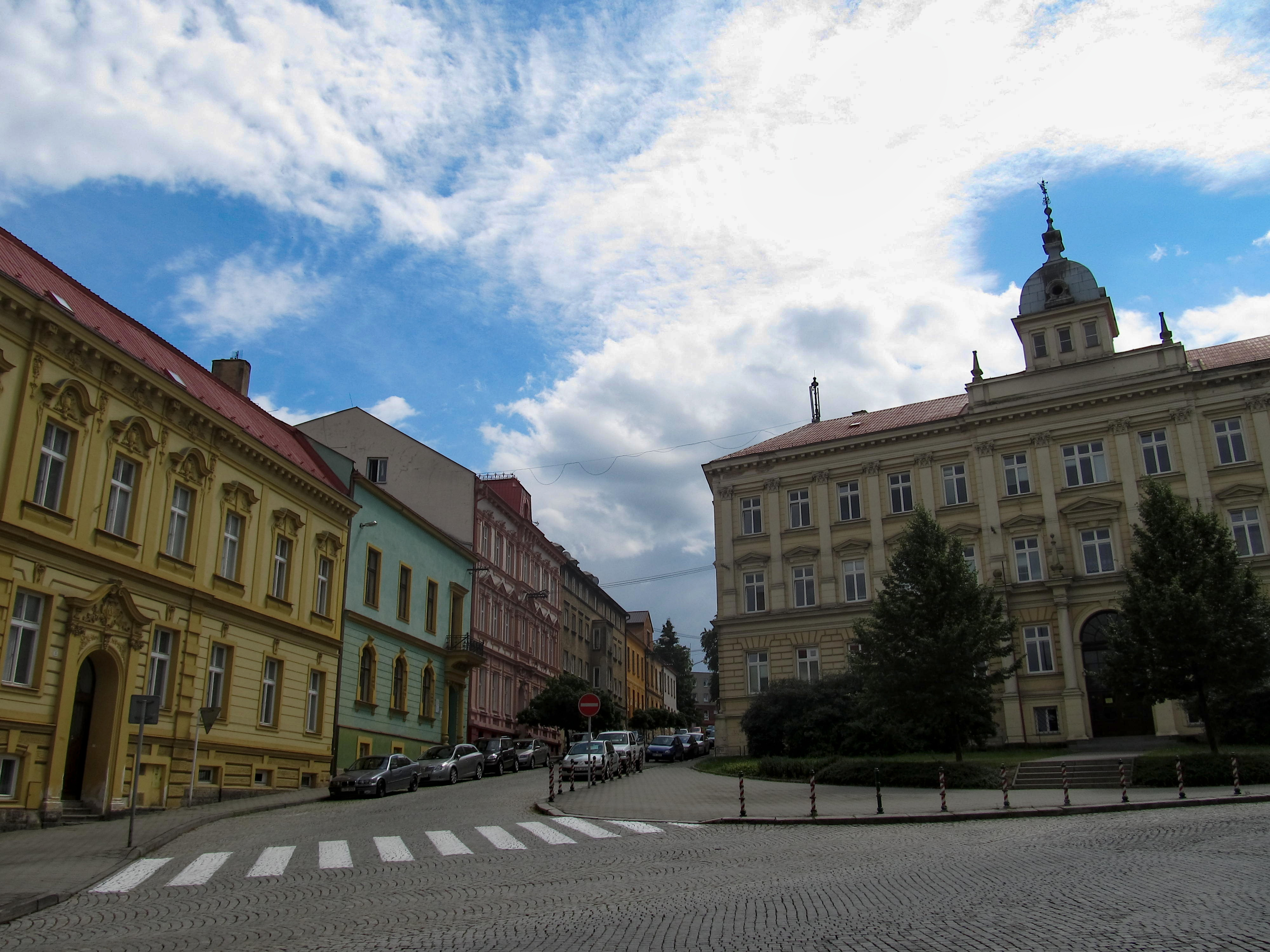
Křižovatka ulic Generála Hlaďo a Tyršova: základní umělecká škola a základní škola Tyršova
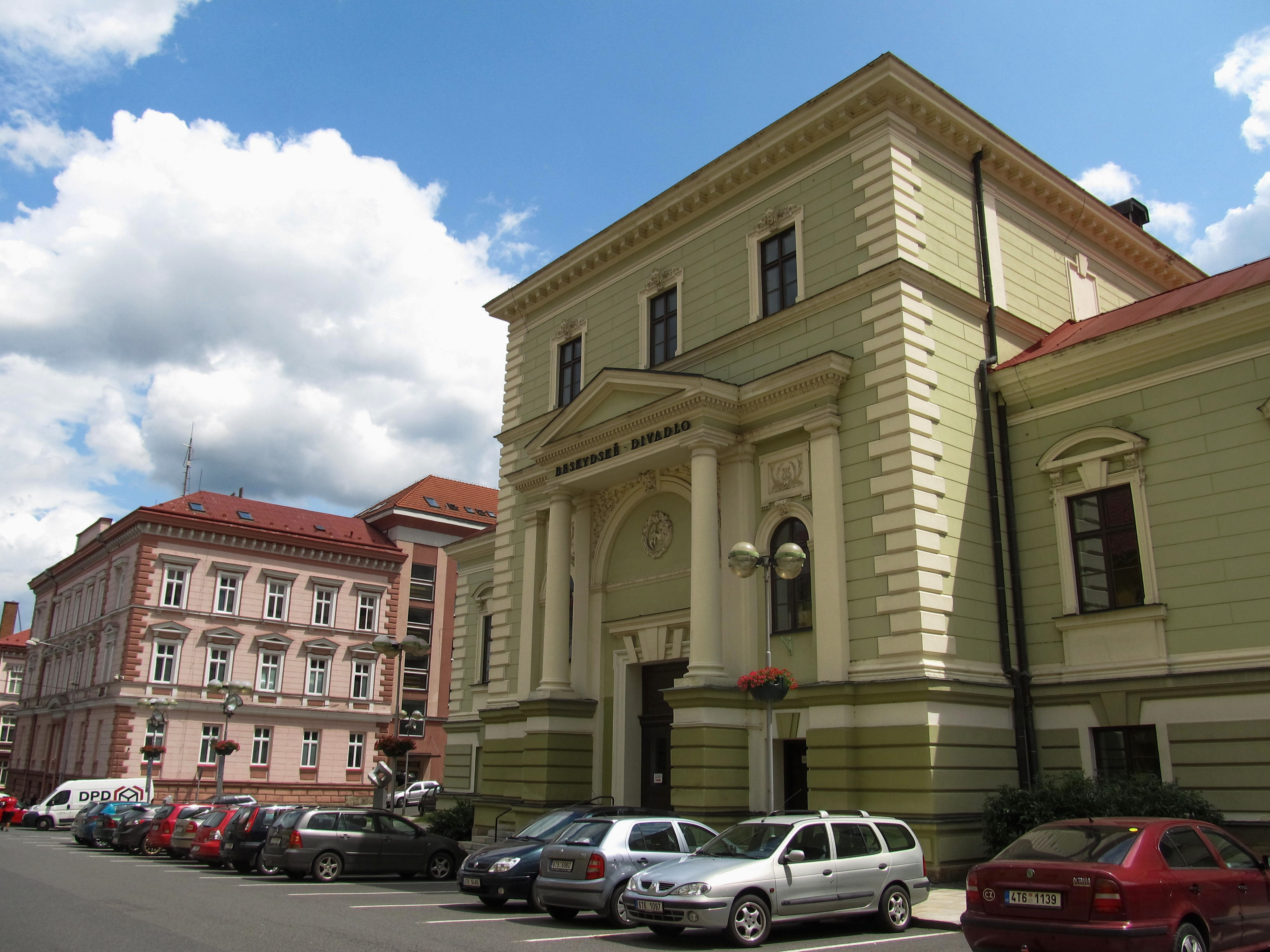
Divadelní ulice s budovou Beskydského divadla a Městského úřadu
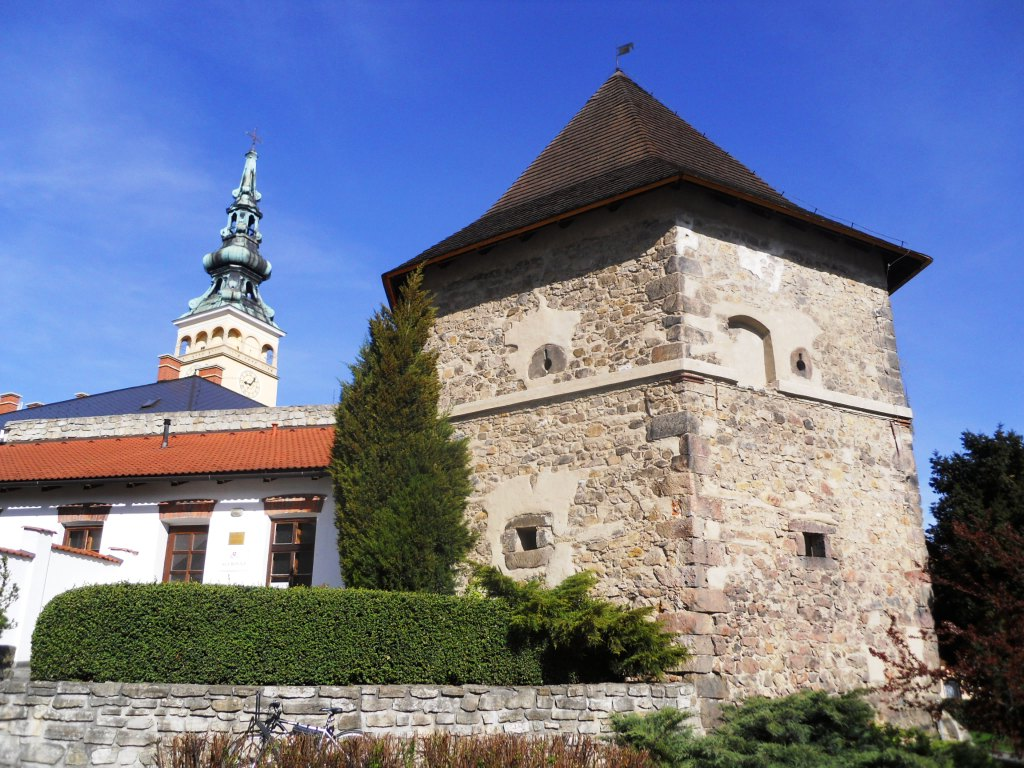
Farská bašta (1613)
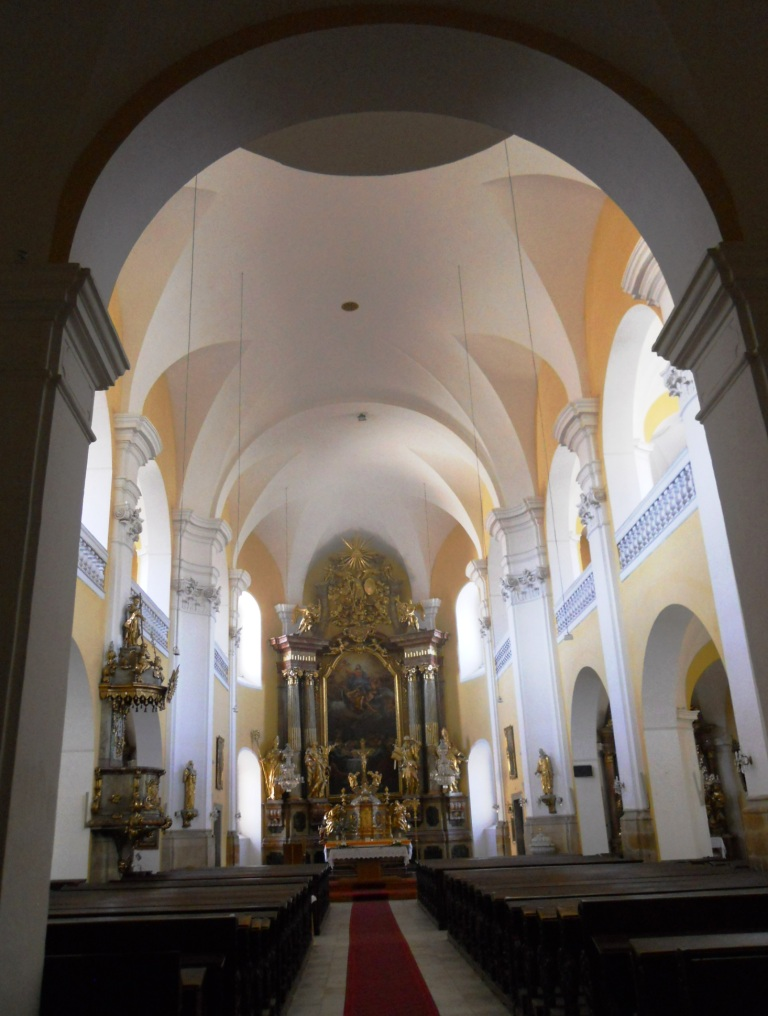
Kostel Nanebevzetí Panny Marie, interiér
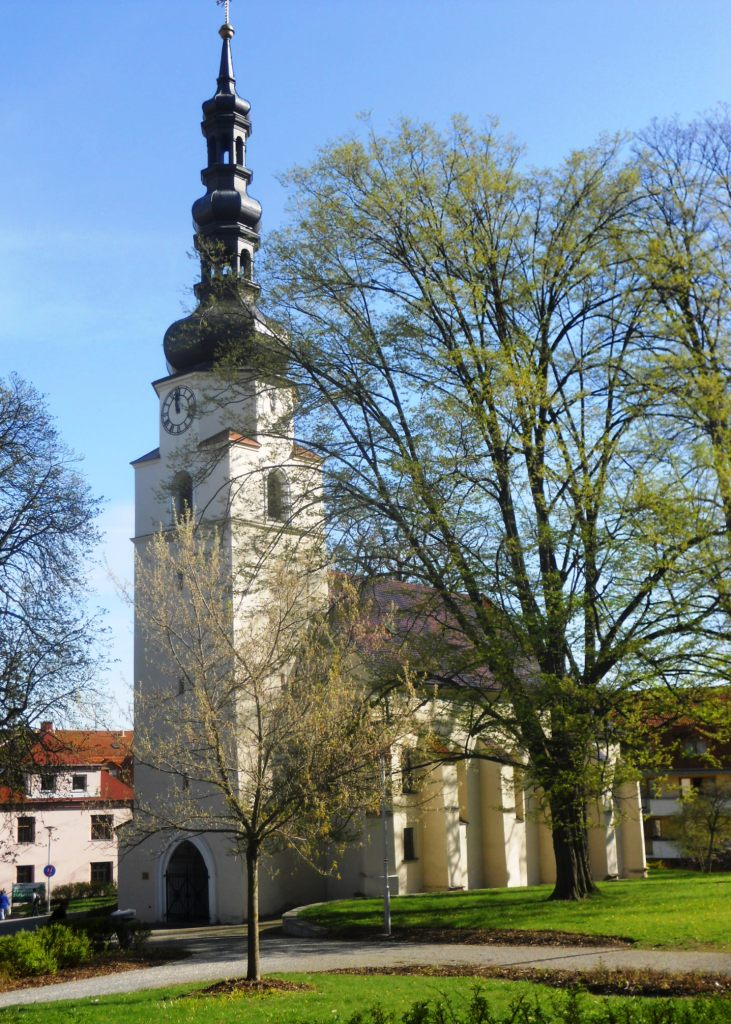
Kostel Nejsvětější Trojice od jihozápadu
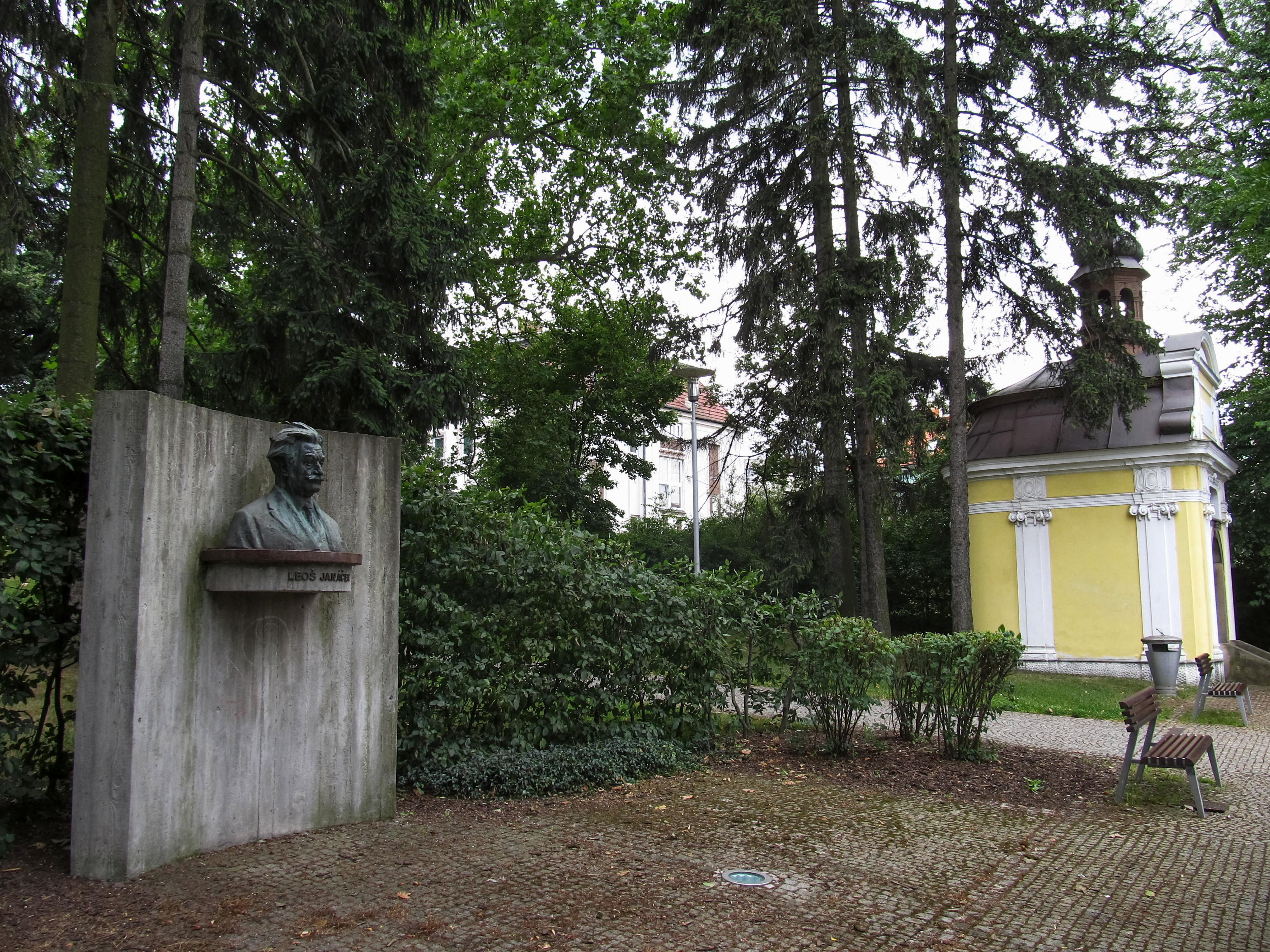
Busta Leoše Janáčka s kaplí v Janáčkových sadech
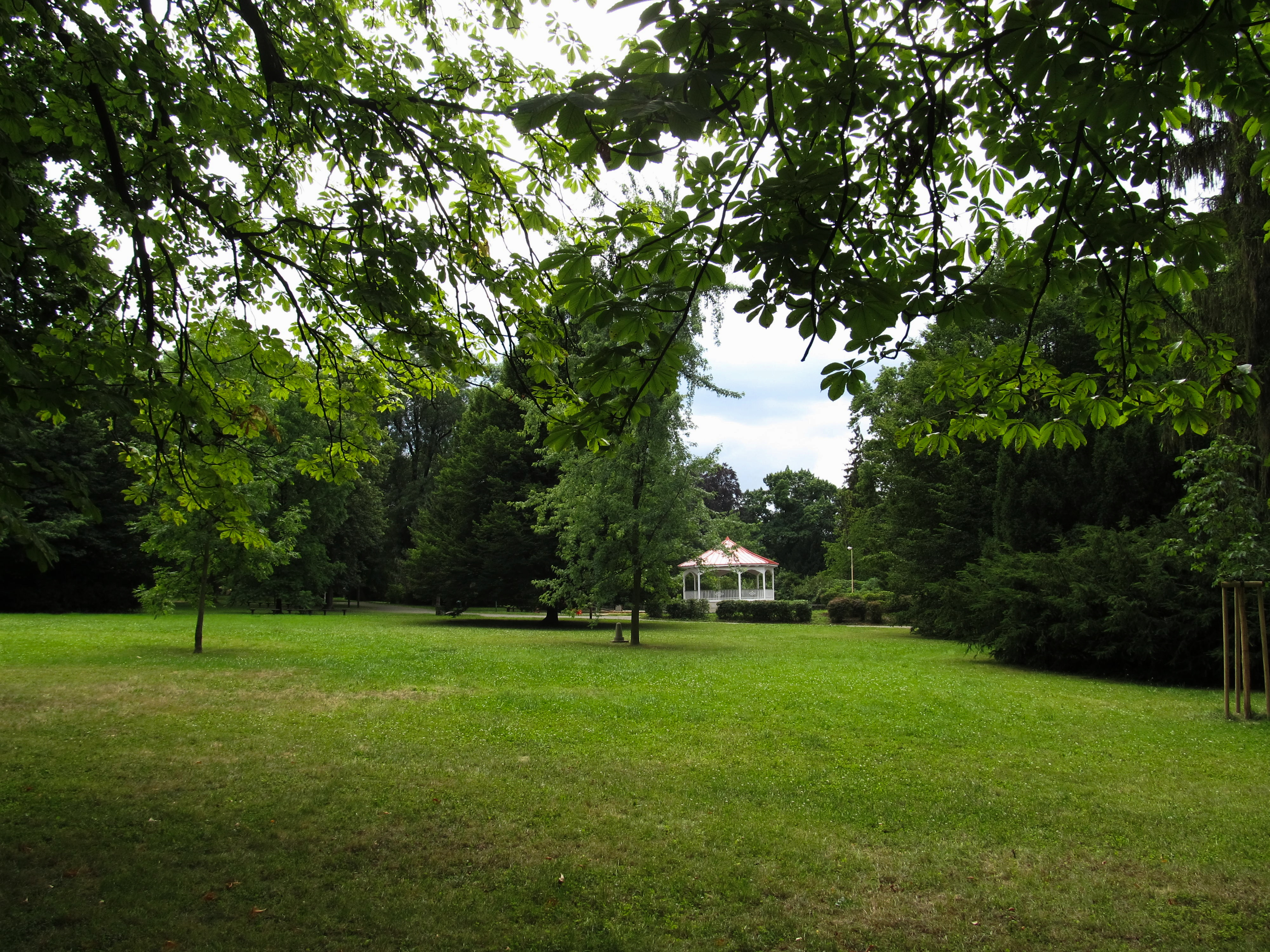
Smetanovy sady s hudebním pavilonem z roku 1927
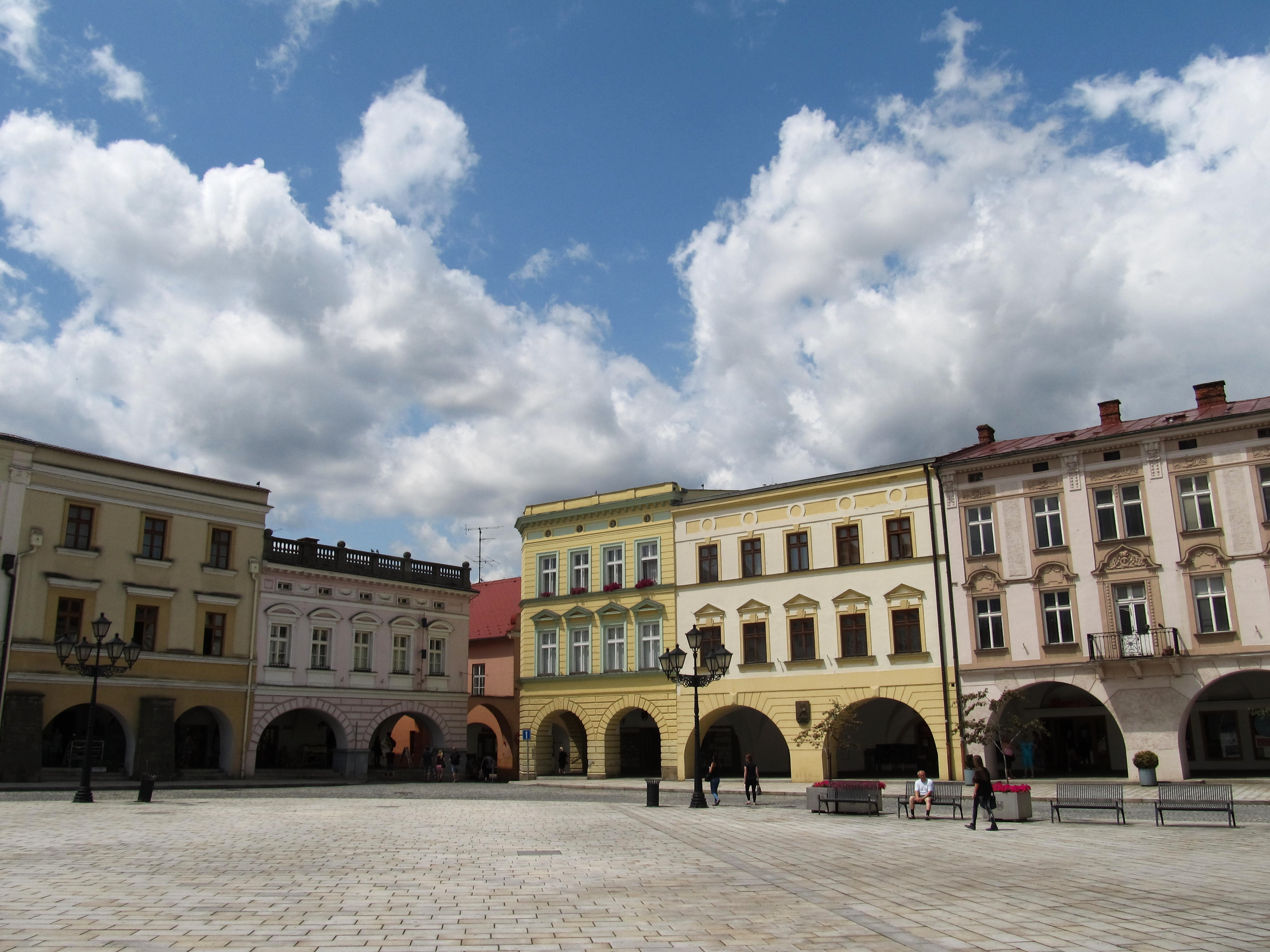
Masarykovo náměstí
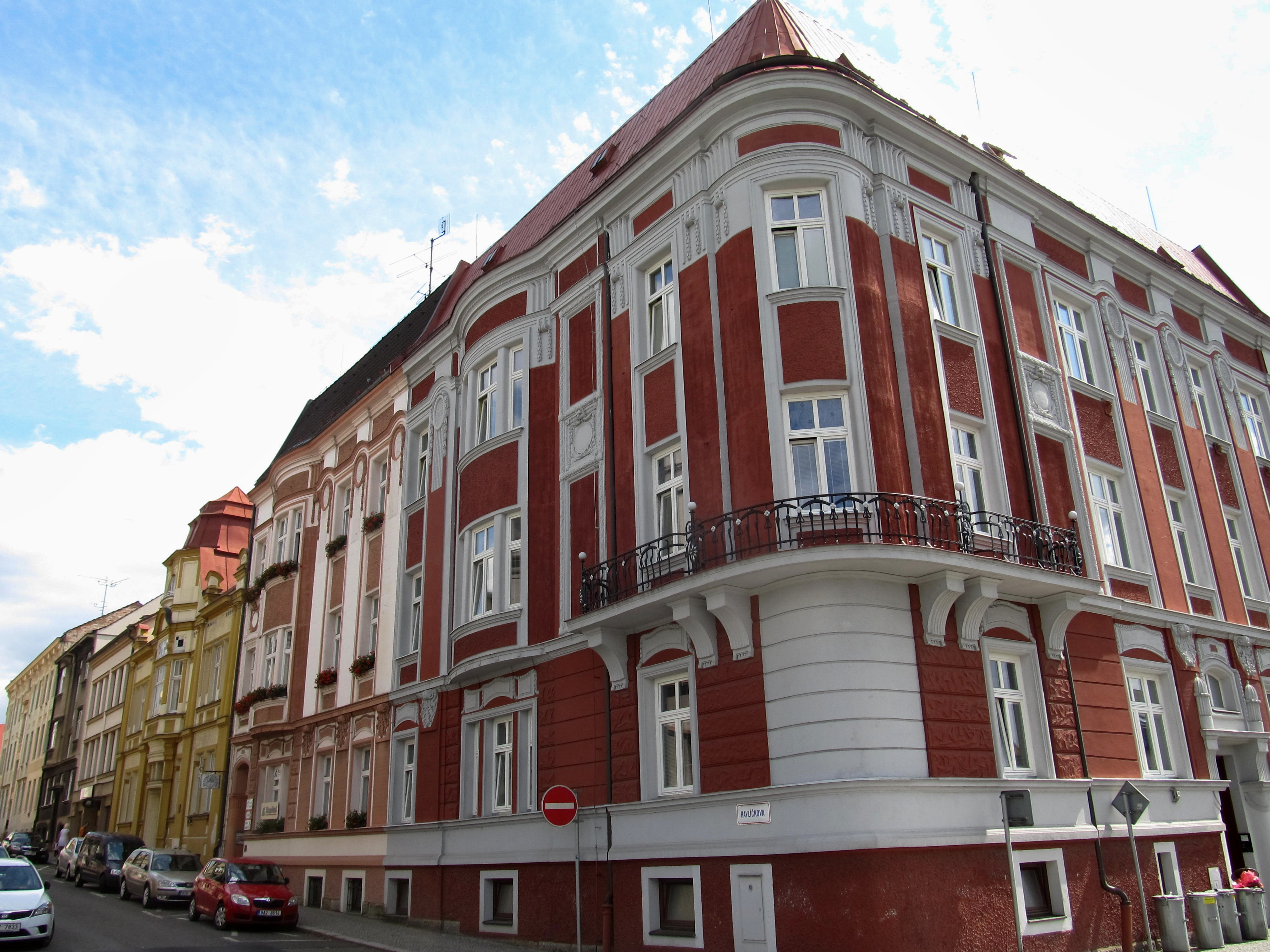
Havlíčkova ulice
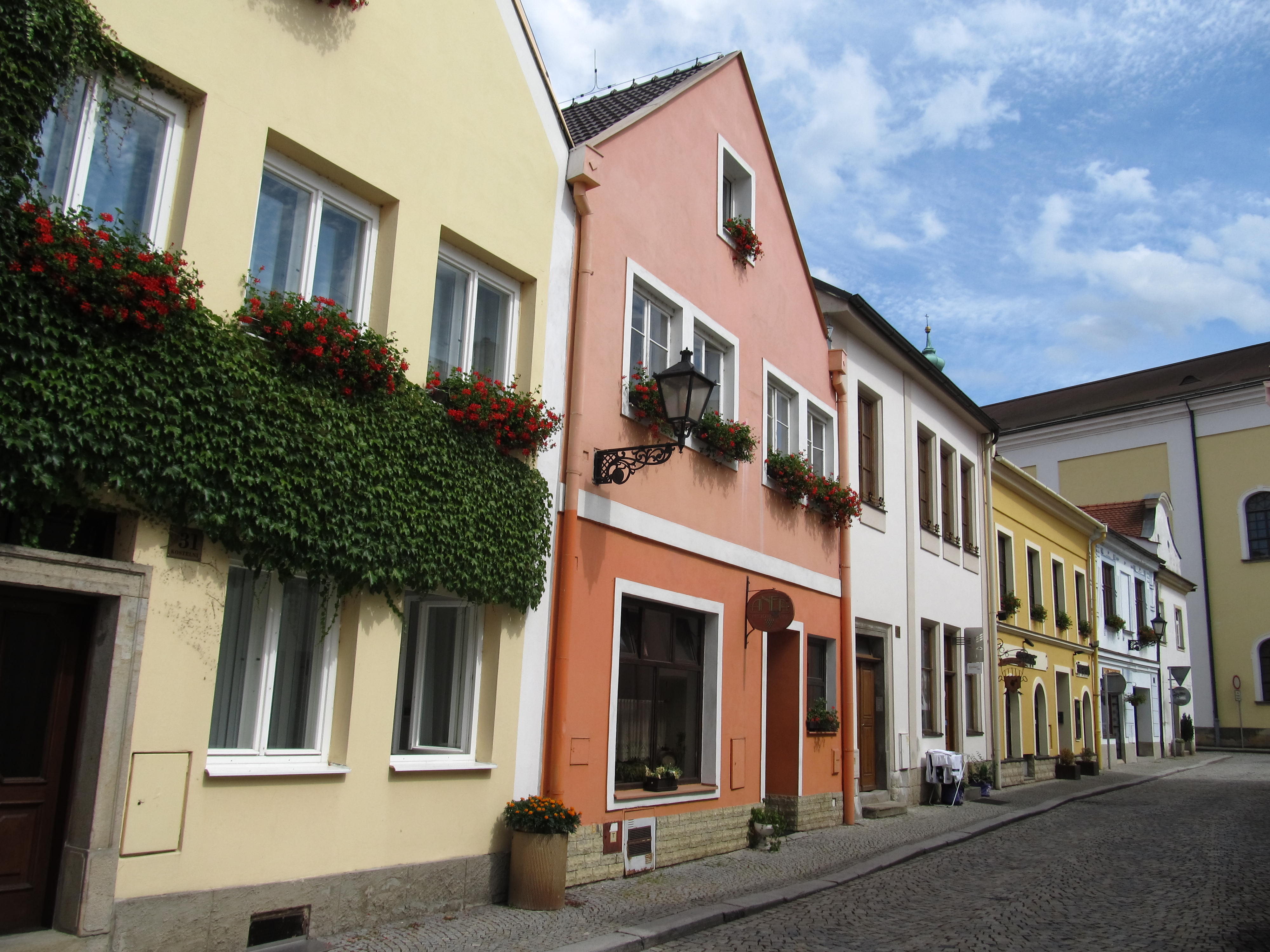
Kostelní ulice
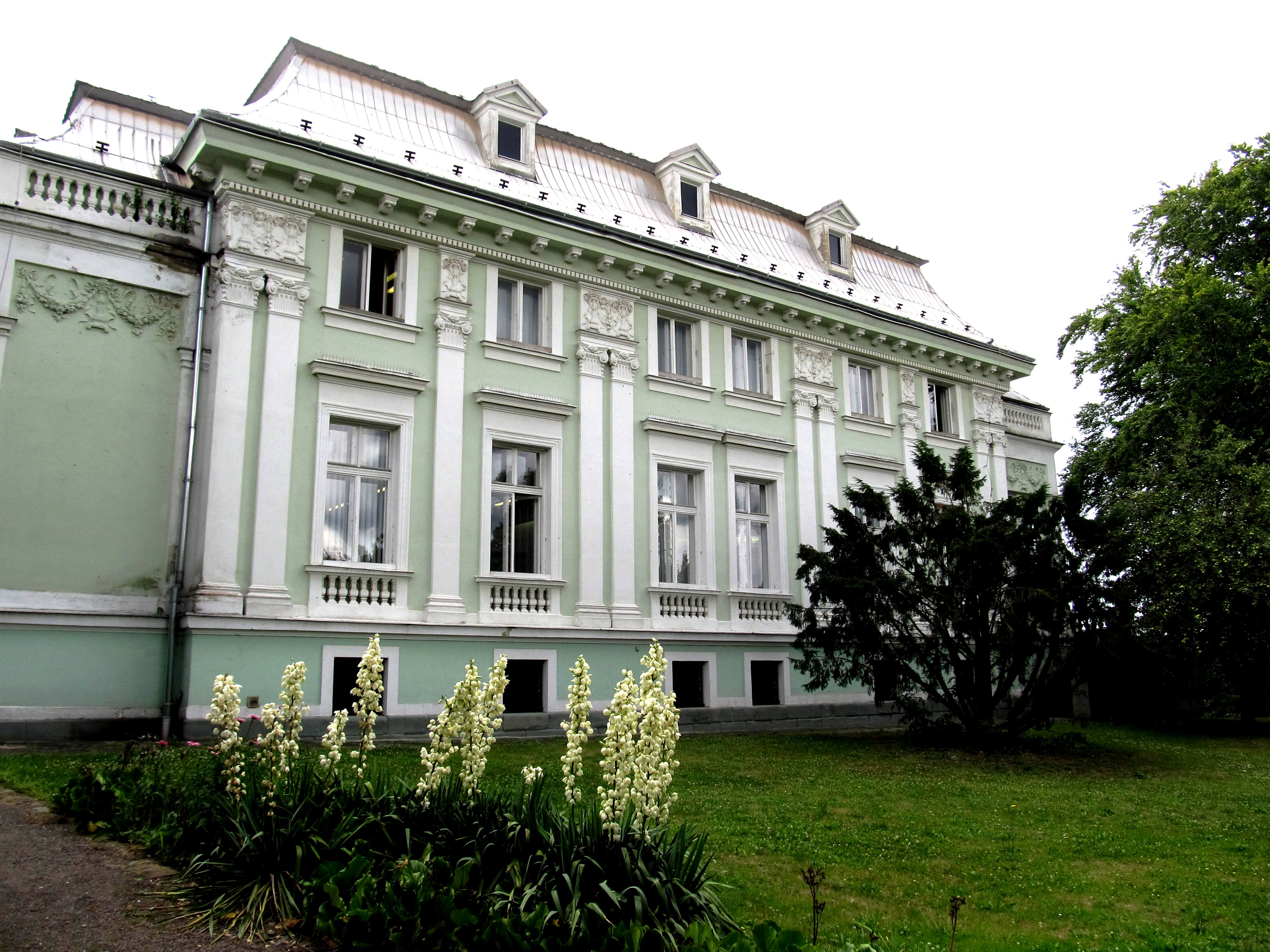
Městská knihovna (Vila Ferdinanda Czeicznera)
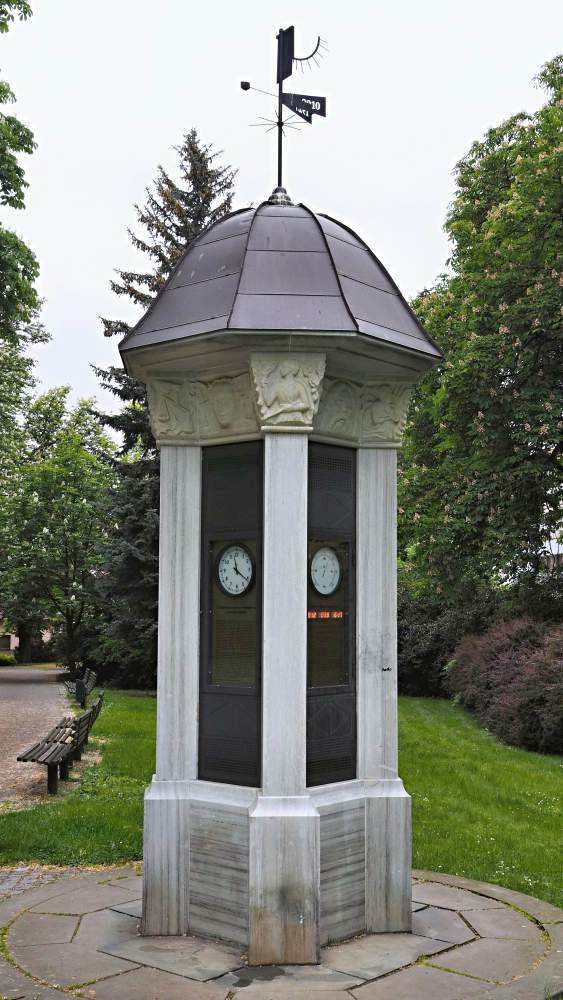
Historický meteorologický sloup ve Smetanových sadech z roku 1927

## Zajímavosti
- V roce 2001 byl Nový Jičín oceněn titulem Historické město roku a stal se nositelem Ceny za nejlepší přípravu a realizaci Programu regenerace městských památkových rezervací a zón. Nový Jičín má pravidelné čtvercové Masarykovo náměstí, které je zřejmě jako jediné v ČR po celém obvodu lemováno podloubím pokračujícím i v postranních uličkách. Celé náměstí, včetně podloubí a morového sloupu, prošlo v letech 2008 a 2009 rozsáhlou rekonstrukcí, během níž na plochu náměstí přibyly nové vodní prvky
- V roce 1909 založili v Novém Jičíně v ulici Hoblíkova (tehdy Mlýnská) Karel Kryl nejstarší a Ferdinand Scotti ve své době patrně nejvýznamnější mimopražskou tiskárnu Kryl & Scotti (později Karel Kryl), jež byla po záboru Sudet odstěhována do Kroměříže, kde fungovala do roku 1950, kdy byly tiskařské stroje zničeny a vzácné tisky Krylům odebrány.
- Píseň Bratříčku, zavírej vrátka hrál Karel Kryl veřejně vůbec poprvé bezprostředně po invazi večer 21. srpna na novojičínském náměstí.
- Na okraji centra Nového Jičína se nachází továrna Tonak, jejíž počátky sahají do roku 1799 a která od 19. století dodnes exportuje klobouky do celého světa.
- Před rozmachem výroby klobouků byl Nový Jičín proslulý výrobou kočárů a drožek, jež se exportovaly mj. i do Pruska a Ruska. Tzv. Neutitscheinky (podle německého názvu města) zmiňuje ve svém díle Vojna a mír i L. N. Tolstoj.
- Z Nového Jičína do Štramberka vede Křížová cesta ze 17. století, svou délkou 8,5 kilometru jedna z nejdelších v České republice.
- 28. listopadu 2013 byla v místech někdejší Novojičínské tabákové továrny otevřena obchodní galerie Tabačka.
- V roce 2015 získal Nový Jičín ocenění za nejkrásnější náměstí, nejkrásnější nádraží, krajský vítěz historické město roku, památka roku, mezinárodní cena za cyklostezku.

## Kultura
V Novém Jičíně se nachází Beskydské divadlo a kino Květen. Na náměstí, v budově Staré pošty, se také nachází galerie a v areálu Žerotínského zámku je instalována výstava klobouků a další expozice. Po celé léto se na náměstí a na dalších místech konají různé kulturní akce, které jsou završeny každoročními Slavnostmi města Nového Jičína, které se konají vždy první sobotu v září a jejichž součástí je například slavnostní historický průvod vojáků a představitelů původních obyvatel Nového Jičína.
V Novém Jičíně též funguje světově uznávaný dětský pěvecký sbor Ondrášek, založený v roce 1967 profesorem Václavem Ptáčkem. Sbor se každoročně účastní domácích i světových pěveckých soutěží v různých kategoriích, a to s četnými úspěchy. Sbor vydal osm samostatných CD a stal se neodmyslitelnou součástí kulturního života města. Uměleckým vedoucím a sbormistrem je Josef Zajíček. 
Také v Novém Jičíně funguje Soubor lidových písní a tanců Javorník. Soubor lidových písní a tanců Javorník působí v Novém Jičíně již více než 60 let. Byl založen ve školním roce 1955/56 jako dětský soubor Javorníček, který se postupem času změnil na soubor dospělý a upravil si jméno na Javorník. Jelikož Nový Jičín leží na rozhraní několika regionů, tvoří i repertoár souboru folklor s různými oblastními vlivy. Podstatnou část představují tance a písně valašské, ale věnují se také tancům lašským (Štramberk, Kopřivnice), oblasti bývalého Kravařska a občas si vypůjčují i nějaký pěkný kousek ze zahraničí (Slovensko, Maďarsko).

## Sport

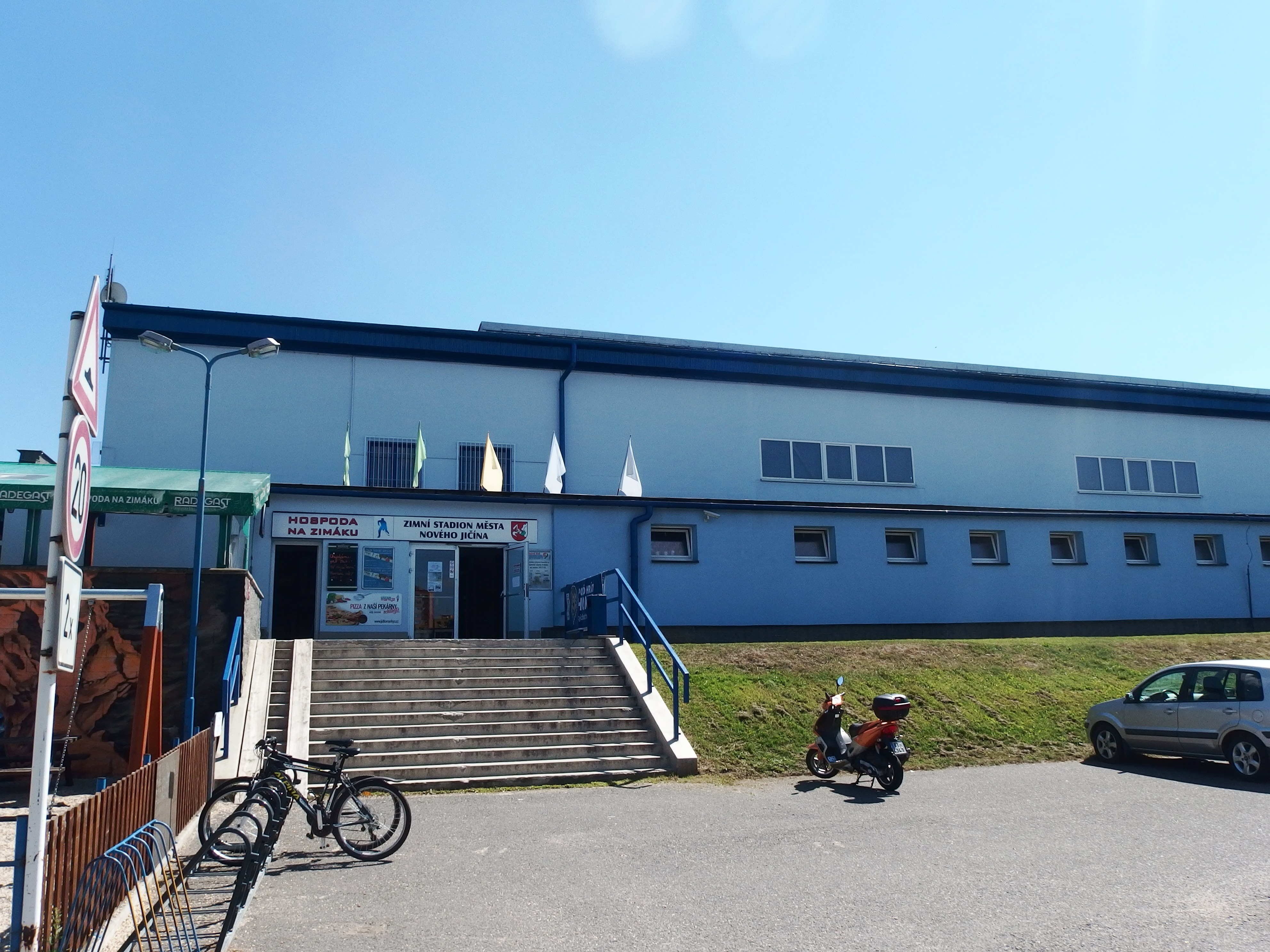
Zimní stadion

Sportem číslo jedna byl ve městě dlouhou dobu basketbal, tým BC Nový Jičín ale po sezoně 2010–2011 ukončil své působení v nejvyšší lize Mattoni NBL. Stalo se tak z důvodů nedostatku financí pro další sezonu. V nejvyšší lize tým odehrál 19 sezón, 859 ligových zápasů, získal jeden titul Mistra ČR (1998/99), osmkrát se umístil na druhém místě, čtyřikrát na třetím místě a pětkrát vyhrál ČP. Klub pokračuje ve své činnosti ve druhé lize.
Poměrně úspěšní jsou novojičínští sportovci také v ledním hokeji – HC Nový Jičín se pravidelně snaží bojovat o play-off ve druhé lize (třetí nejvyšší soutěž). Své domácí zápasy odehrává na Zimním stadionu Nový Jičín s kapacitou 2000 diváků. V sezóně 1997/98 hostoval v Novém Jičíně reprezentant Petr Nedvěd.
Fotbalový klub FK Nový Jičín po spojení a opětovném rozdělení s FC Vítkovice působil v sezóně 2010/11 v Moravskoslezské divizi E, tedy ve čtvrté nejvyšší soutěži. Odchovanci klubu jsou reprezentační brankář Karel Stromšík nebo král ligových kanonýrů ze sezóny 2000/01 Vítězslav Tuma.

## Osobnosti

### Rodáci a měšťané
- páni z Kravař
- Žerotínové
- Hugo Baar (1873–1912), malíř

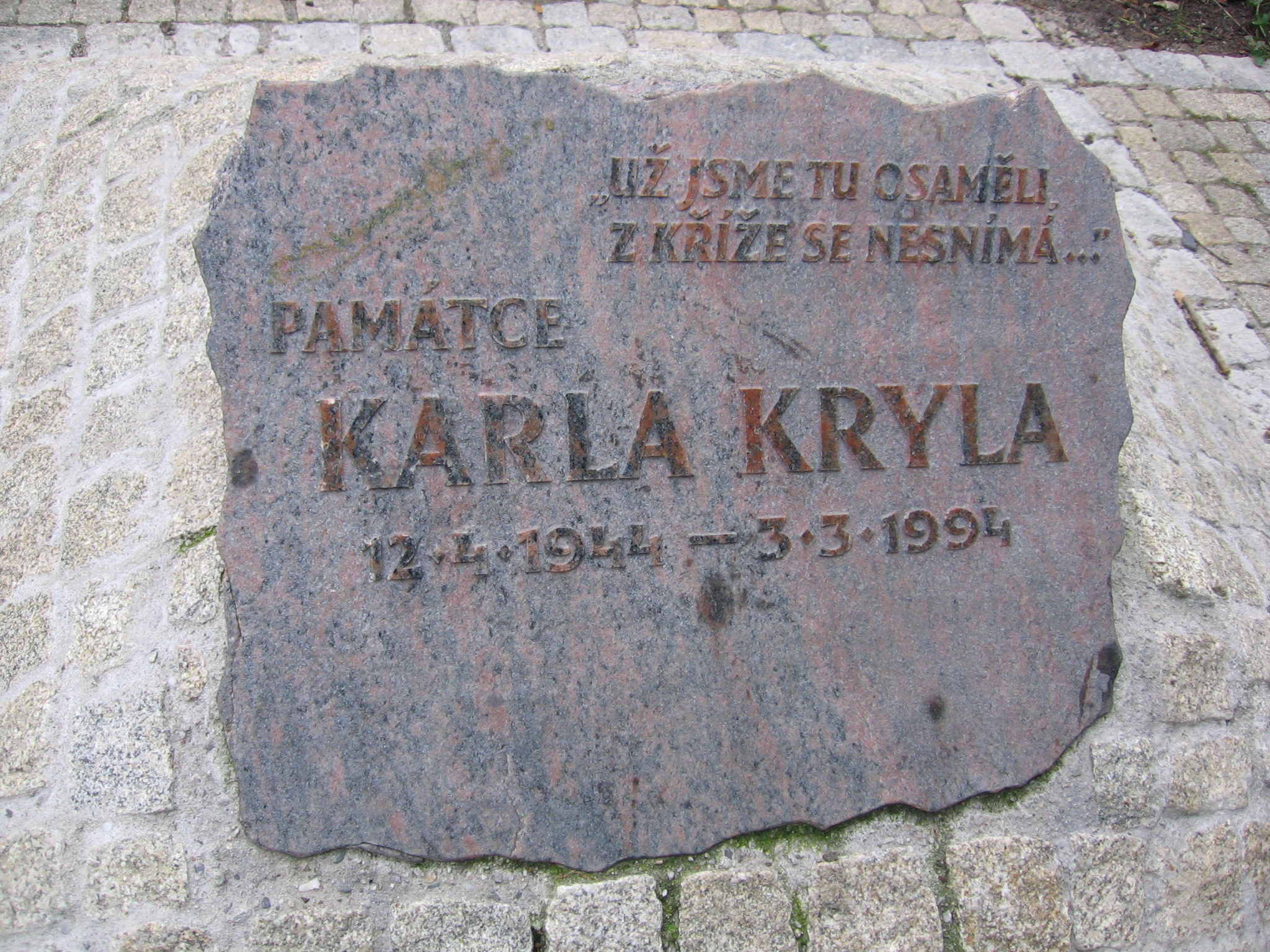
pamětní deska Karla Kryla

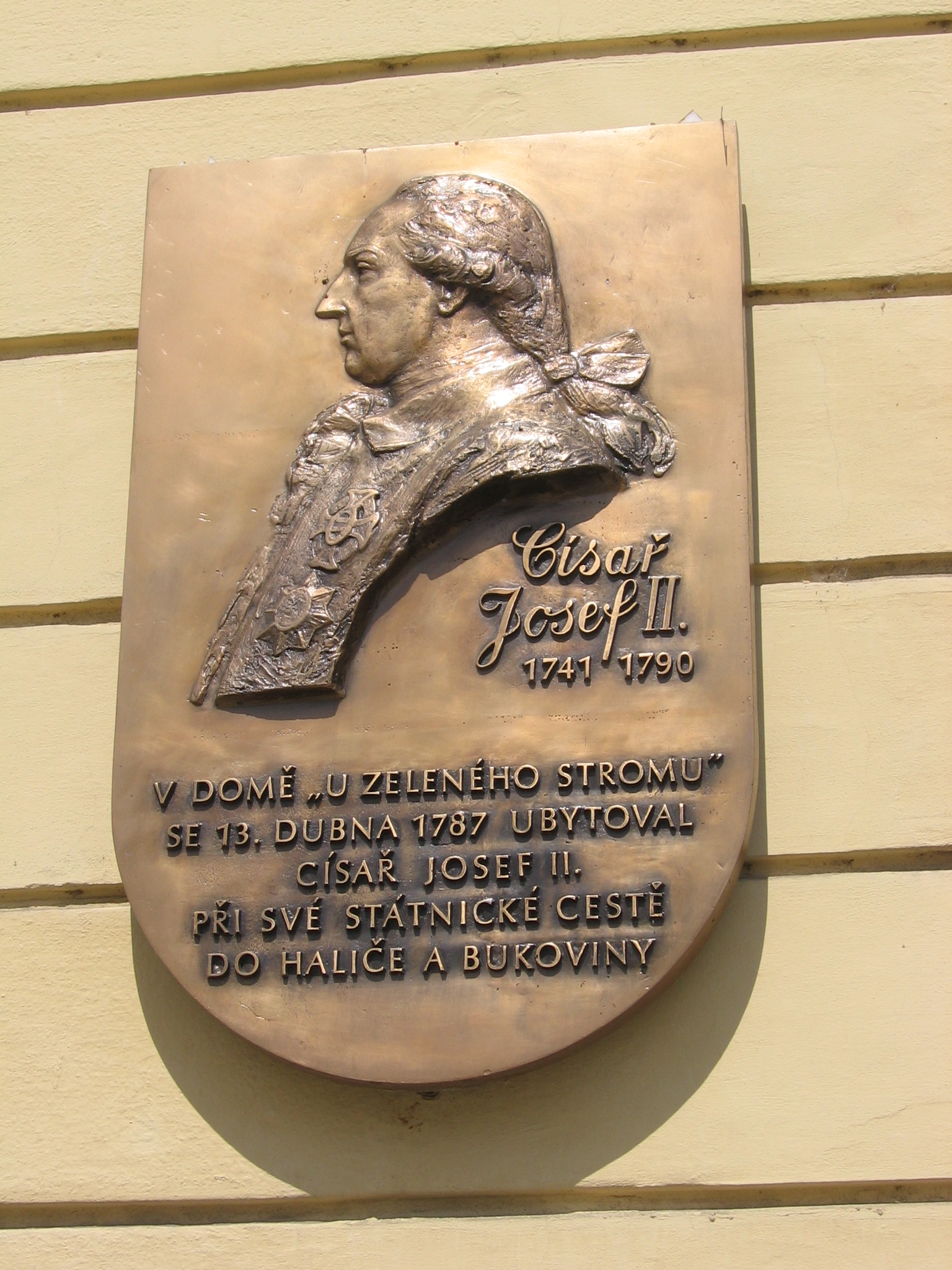
Pamětní deska na domě, kde přespal Josef II.

- Miloslav Baláš (1907–1983), spisovatel
- Marie Bayerová (1922–1997), česká překladatelka německy psaných děl a filozofka
- Božena Benešová (1873–1936), spisovatelka
- Anton Berger, malíř
- Ignác Johann Berger, malíř
- Julius Valentin Berger, malíř
- Ignác Böhm (1805–1878), ř. k. kněz, vysvěcen 1829, 1829–1842 kaplan ve Vrahovicích a 1858–1878 jako farář tamtéž
- Jan Brod (1912–1985), český lékař, nefrolog[21]
- Otakar Bystřina (1861–1931), spisovatel
- Max Czeike (1879–1945), architekt, od roku 1910 až do své smrti v roce 1945 působil ve slovinském Mariboru
- František Černík (* 1953), hokejista a člen Síně slávy českého hokeje
- Karel David (* 1964), atlet, olympionik, držitel českého rekordu v maratonském běhu
- Oldřich Dědek (1920-1973), herec
- A. F. Dopper, použil jako první v Novém Jičíně parní stroj ve své továrně
- Karel Dostál-Lutinov (1871–1923), ř. k. kněz, vysvěcen 1894,  spisovatel a básník, protagonista a vůdčí osobnost Katolické moderny
- Harun Farocki (1944-2014), německý filmový režisér
- Jaroslav Hlaďo (1913–1990), československý válečný letec a pedagog
- Miroslav Janík (* 1948), ekolog, pedagog a výtvarník
- Tomáš Kačo (* 1987), klavírista a hudební skladatel romského původu
- Antonín Kolig, malíř
- Kateřina Konečná (* 1981), politička
- Ivan Landsmann (1949-2017), spisovatel
- Oldřich Lošťák (1902–1908), architekt a stavitel
- Viktor Lošťák (1929–2020), stavební inženýr, podnikatel, významný hybatel místního dění
- Viktor Lošťák (* 1969), politik, podnikatel, softwarový architekt, publicista
- Karel Kryl (1944–1994), prožil zde své mládí, a to včetně vojenské intervence v roce 1968, zde také složil píseň „Bratříčku, zavírej vrátka“
- Max Mannheimer, malíř, spisovatel, osvětimský vězeň, který přežil holokaust, čestný občan
- Lenka Masná (* 1985), atletka, olympionička
- Karel Jaroslav Maška (1851–1916), archeolog, objevitel šipecké čelisti
- Stanislav Moša (* 1956), režisér a textař
- Alfred Neubauer (1891–1980), manažer Mercedes
- Julius von Newald (1824–1897), rakouský právník a starosta Vídně
- Eduard Orel (1841–1892), námořní důstojník, cestovatel, polární badatel
- Ondřej Pavelka (* 1955), herec
- Vlasta Redl (* 1959), zpěvák
- Ondřej Řepa z Greiffensdorfu († 1596), vícenásobný purkmistr a stavebník domu Stará pošta
- Vladimír Smékal (* 1935), psycholog, univerzitní profesor, autor několika psychologických knih
- Leopold Sulovský (* 1954), horolezec, první Čech na Mount Everestu, senátor
- Jan Šrámek (1870–1956), kněz, politik, zakladatel ČSL
- Antonín Štefek (* 1963), římskokatolický kněz
- Otto Thienemann, dvorní architekt Nového Jičína
- Iva Trhoňová (* 1965), autorka knih o pečení
- Eduard Veith (1858–1925), malíř figurálních obrazů, podobizen, divadelních opon a jevištních výprav
- Otakar Zelenka, malíř

### Slavné návštěvy
- Josef II. – v roce 1787 přenocoval v Novém Jičíně
- Ernst Gideon von Laudon – v roce 1790 zemřel v rohovém domě na náměstí (dnes je zde restaurace U Laudona)
- hrabě Alexandr Vasiljevič Suvorov – 6. února 1800 přespal v budově Staré pošty
- maršál Michail Kutuzov – roku 1805 přespal v budově Staré pošty
- Jaroslav Vrchlický – v roce 1903 zde přednášel
- Tomáš Garrigue Masaryk – v roce 1899 a v letech 1907–1911 každoročně zde pobýval a přednášel
- Václav Havel – jako prezident v srpnu 1999
- Václav Klaus – jako prezident v dubnu 2003 a v březnu 2006
- Miloš Zeman – jako prezident v září 2017

## Novojičínský tisk a televize
V dobách socialismu byl jediným zdrojem určitých informací okresní týdeník OV KSČ Rozkvět. List zanikl koncem devadesátých let a zůstal jen týdeník Region (založen 1992), od roku 2001 patřící vydavatelskému domu Vltava Labe Press. V dnešní době o životě v Novém Jičíně píše jeho následovník Novojičínský deník a měsíčník Novojičínský zpravodaj, vydávaný městským úřadem. O dění v Novém Jičíně se dočtete i v regionální příloze Mladé fronty DNES a dalších celostátních denících.
V Novém Jičíně působí již řadu let i televize Polar, na jejíž provoz přispívá městský úřad. Televize vysílá jak digitálně terestricky (vzduchem), tak i kabelově. Archiv televizních zpráv je od září 2007 dostupný i na internetu.

## Městská samospráva
V čele města je od listopadu 2018 starosta Mgr. Stanislav Kopecký. Zastupitelstvo má 29 členů.
Předtím byl od února 2012 starostou města Jaroslav Dvořák, člen ČSSD, který byl do funkce zvolen poté, co rezignoval Břetislav Gelnar. Dvořák zůstal v čele městské samosprávy i po komunálních volbách roku 2014. Po nich tvořily koalici v Novém Jičíně ČSSD, KDU-ČSL a Strana zelených. V květnu 2016 radniční koalici opustila KDU-ČSL, ale zbylé dvě strany nadále disponovaly nadpoloviční většinou v zastupitelstvu.

## Správní území
Nový Jičín byl dříve okresním městem, v současnosti je obcí s rozšířenou působností a pověřeným obecním úřadem. Okres Nový Jičín ale stále existuje a skládá se z 53 obcí, správní obvod obce s rozšířenou působností z 15 obcí. Sousedními obcemi sídla jsou Starý Jičín, Hodslavice, Životice u Nového Jičína, Hostašovice, Bernartice nad Odrou, Šenov u Nového Jičína, Rybí a Lešná.

## Partnerská města
Město Nový Jičín udržuje kontakty a spolupráci s některými zahraničními městy. Spolupráce se uskutečňuje zejména v oblasti kultury, sportu, mládeže či turismu. Zástupci partnerských měst například vystupují na městských slavnostech.
- Görlitz, Německo (od roku 1981)
- Ludwigsburg, Německo (od roku 1991)
- Świętochłowice, Polsko (od roku 1994)
- Kremnica, Slovensko (od roku 1999)
- Épinal, Francie (od roku 2000)
- Novellara, Itálie (od roku 1964)